# Magister militum

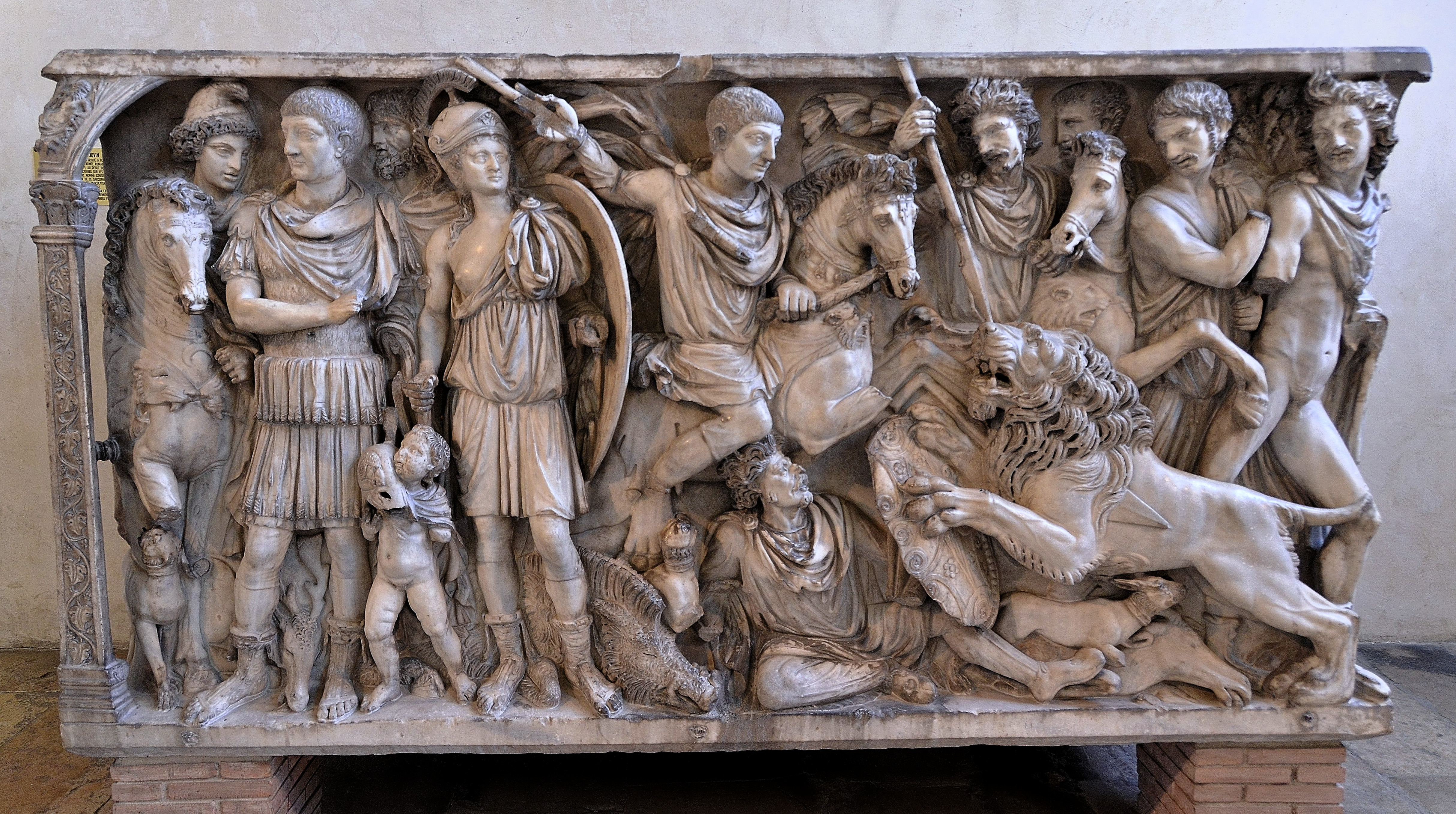
Iovinus war von 361 bis 369 magister equitum unter mehreren Kaisern von Julian bis Valentinian I. Auf seinem reich verzierten Marmorsarkophag ließ er sich dementsprechend als kämpfenden Reitergeneral darstellen (Bildmitte). Musée Saint-Remi, Reims

Magister militum („Heermeister“, Plural magistri militum) war in der römischen Armee in der Zeit zwischen Konstantin dem Großen und Herakleios die Bezeichnung für den Oberbefehlshaber eines Verbandes des beweglichen Feldheeres. Es handelte sich um den höchsten Dienstgrad der römischen Armee der Spätantike direkt unter dem römischen Kaiser (der weiterhin formal den Oberbefehl hatte).
Das Amt wurde von Konstantin dem Großen begründet. Seit Mitte des 4. Jahrhunderts standen Heermeister an der Spitze militärischer Sprengelkommandos (die magisteria militum), die an den gefährdeten Grenzregionen eingerichtet wurden (im Westen speziell Gallien, im Osten vor allem an der Grenze zum Sassanidenreich und im Balkanraum). Hinzu kamen Heermeister an der Spitze der Hofarmeen. Aufgrund seiner hohen militärischen Stellung und Position im unmittelbaren Umfeld des Kaisers erlangte vor allem der oberste Heermeister erheblichen politischen Einfluss. Mehrere Heermeister verfolgten ehrgeizig eigene Ziele, wobei sie aber oft gleichzeitig Reichsinteressen wahrten. Während die politische Rolle der Heermeister im Ostreich zurückgedrängt werden konnte, kontrollierten sie während des 5. Jahrhunderts im Westreich, das von den Folgen der sogenannten Völkerwanderung viel intensiver betroffen war, faktisch die kaiserliche Politik.
Weil die Heermeister aus der multiethnisch zusammengesetzten spätrömischen Armee rekrutiert wurden, hatten sie oft einen „barbarischen“, häufig germanischen Hintergrund und bildeten mit ihren Familien einen neuen, mit der alten Senatsaristokratie konkurrierenden Militäradel. Gleichzeitig standen sie mit anderen am Hof der römischen Kaiser einflussreichen Gruppen im Kampf um Einfluss und Macht. Gerade im Westreich, wo sich die späten Heermeister zu regionalen Warlords entwickelten, stehen sie am Übergang zwischen dem Ende der Antike und dem Beginn des durch germanische Heerkönige geprägten Frühmittelalters. Im Osten, wo sie noch im 6. Jahrhundert wichtig waren, verschwindet das Amt im 7. Jahrhundert aus den Quellen.
Alle namentlich bekannten magistri militum finden sich unter Liste der römischen Heermeister.

## Grundlagen und Struktur

### Entstehung

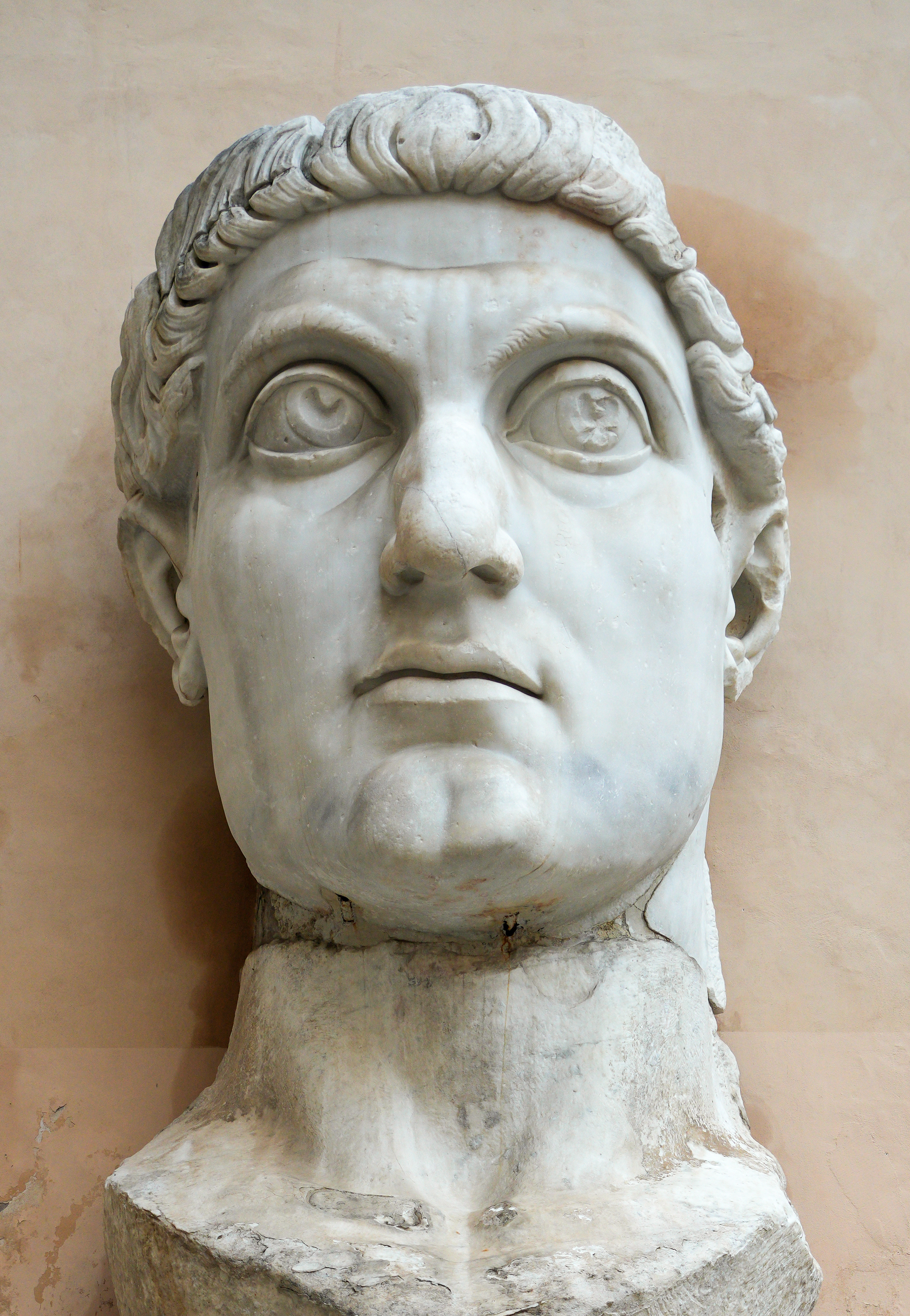
Auf Konstantin den Großen ging die Einrichtung des Heermeisteramts zurück. Kopf der Kolossalstatue Konstantins des Großen, Kapitolinische Museen, Rom

Der Titel entstand im Rahmen der Verwaltungs- und Militärreformen Konstantins des Großen zu Beginn der Spätantike. In diesem Zusammenhang wurden nun strikt zivile und militärische Ämter getrennt, wodurch eine Machtkonzentration verhindert und die jeweiligen Amtsabläufe verbessert werden sollten. Die Schaffung des Heermeisteramts stand im Zusammenhang mit der Neuausrichtung desjenigen des praefectus praetorio (Prätorianerpräfekten), den Konstantin seiner militärischen Kompetenzen entband, mit zivilen Verwaltungsaufgaben betraute und dadurch seine Macht einschränkte. Wann genau dies geschah, ist umstritten. Da für die Zeit Konstantins keine Heermeister namentlich überliefert sind und die Prätorianerpräfekten noch in Gesetzen der 320er Jahre als verantwortlich für militärische Fragen erscheinen, spricht vieles für eine Einrichtung des Amtes in den Jahren zwischen 333 und 337 (dem Todesjahr Konstantins), vielleicht im Zusammenhang mit der Usurpation des Kalokairos 333/334.
Ursprünglich gab es je einen magister militum für die Infanterie (magister peditum) und die Reiterei (magister equitum). Der spätantike magister equitum hatte dabei nur den Namen gemeinsam mit dem magister equitum der Republik, dessen Inhaber Jahrhunderte zuvor im Krisenfall vom amtierenden dictator ernannt worden war. Beide Ämter hatten gänzlich andere Funktionen.
Beide spätantiken Kommandos wurden seit etwa 400 immer öfter unter einem einzigen magister militum bzw. einem magister utriusque militiae (in etwa „Meister beider Truppengattungen“) zusammengefasst; so ist in dieser Funktion der Heermeister Ellebichus im Jahr 383 in einem Gesetz belegt. Diese magistri kommandierten gemischte Verbände, die sich aus Kavallerie und Infanterie zusammensetzten. Dies war aber bereits zuvor oft der Fall gewesen, so dass um die Mitte des 4. Jahrhunderts vereinzelt Heermeister als magister equitum et peditum bezeichnet wurden (wie im Fall des Silvanus) und die formale Unterscheidung zwischen einem magister equitum und einem magister peditum unzweckmäßig wurde. Des Weiteren unterstanden die Truppen in den Grenzprovinzen einem dux, dem in der Regel ein comes übergeordnet war (so befehligte der comes rei militaris Elemente des Bewegungsheers, siehe comitatenses), der wiederum dem jeweiligen Heermeister unterstand. Die Heermeister verfügten auch über je einen eigenen Verwaltungsstab (officium).

### Sprengelkommandos und Hofarmeen

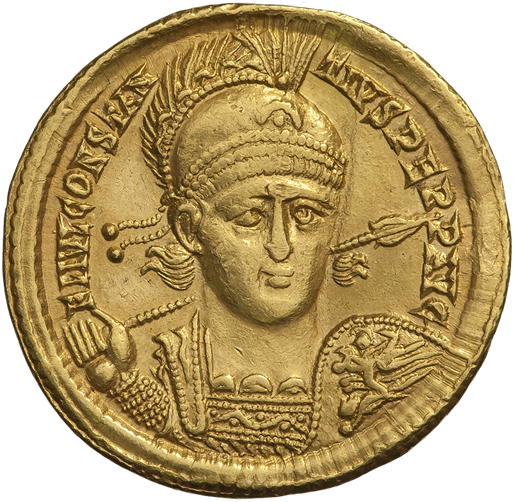
Konstantins Sohn Constantius II. entwickelte das Heermeistersystem weiter. Solidus Constantius’ II. in Kampfmontur mit spätrömischem Kammhelm.

Das System wurde im 4. Jahrhundert laufend weiterentwickelt. Seit Constantius II. (337 bis 361) wurden für die jeweiligen regionalen Heeresverbände regelmäßig separate magistri militum eingesetzt, um auf militärische Bedrohungen besser reagieren zu können. Die Einrichtung dieser Sprengelkommandos ging wahrscheinlich jeweils auf konkrete Situationen zurück, in denen neue Heermeisterpositionen gebraucht wurden: So scheint Constantius II. 351 Ursicinus als ersten magister militum per Orientem eingesetzt zu haben, als er selbst im Westen gegen den Usurpator Magnentius kämpfen musste, dabei aber gleichzeitig die stets von den persischen Sassaniden bedrohte Ostgrenze (siehe Römisch-Persische Kriege) nicht ungeschützt lassen konnte.
Neben dem magister militum per Orientem für die Ostgrenze wurden unter Constantius II. noch die beiden Kommandos in Gallien (magister militum per Gallias) und Illyrien (magister militum per Illyricum für die Balkanprovinzen) geschaffen. Auch dies geschah aus situativen Notwendigkeiten an den gefährdeten Grenzen des Imperiums heraus. Allerdings scheint sich diese Aufsplitterung auch an den drei Feldarmeen orientiert zu haben, als nach Konstantins Tod seine drei Söhne je über ein Feldheer (in Gallien, den Balkanprovinzen und dem Osten) verfügten. Konstantin II. und Constans ernannten je einen magister peditum und magister equitum, während Constantius II. sein Feldheer aufteilte, persönlich das Hauptkommando führte und je einen magister militum für sein aufgeteiltes Feldheer einsetzte. Nachdem Constantius II. nach 353 allein regierte, befehligte er die Hauptarmee selbst mit zwei magistri militum, während er je einem magister militum das Kommando in den drei neuen Sprengelkommandos übertrug. Das System war flexibel; bei Bedarf konnten Einheiten zwischen den verschiedenen Kommandozuständigkeiten immer wieder verlegt werden.

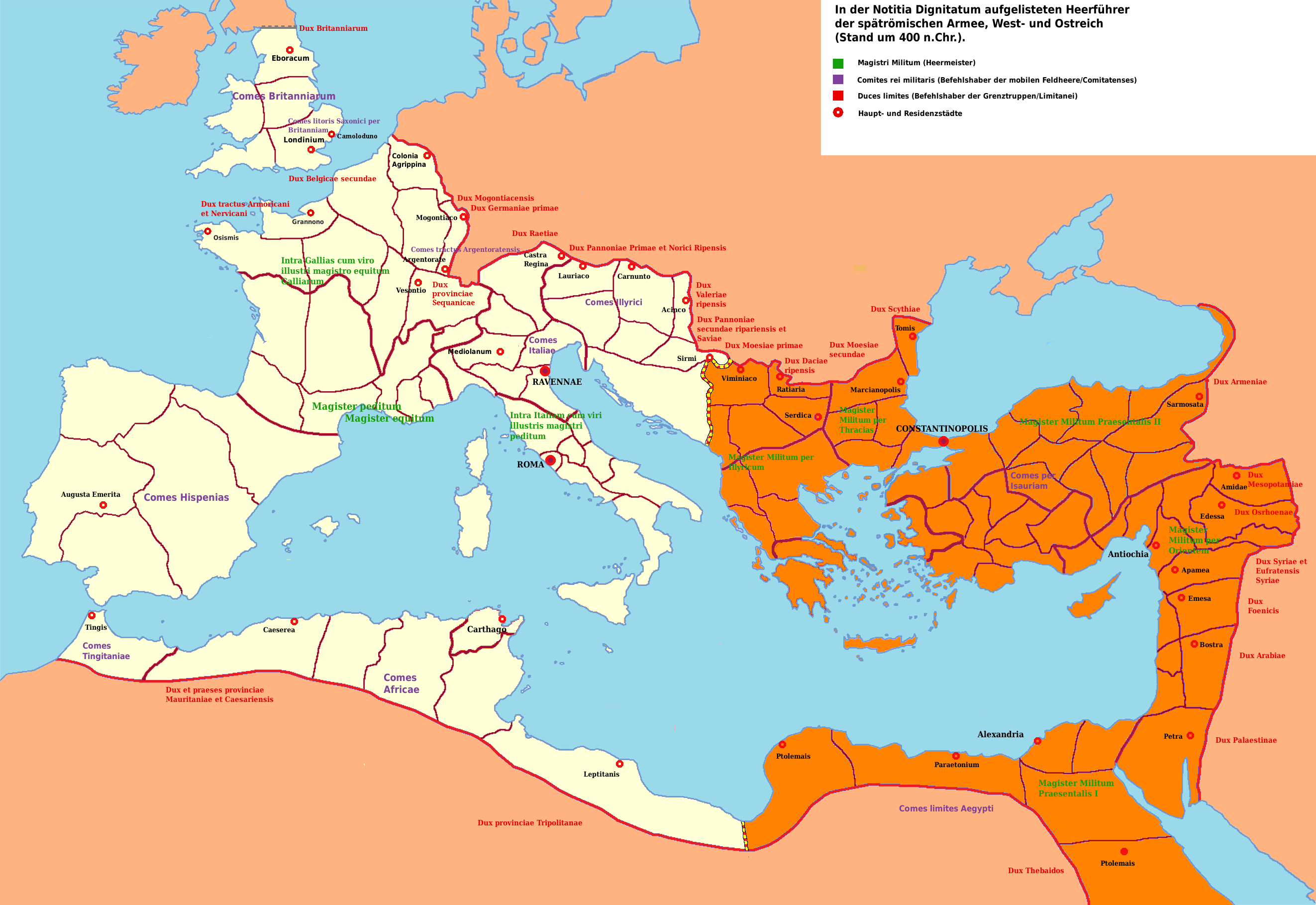
Heerführer der ost- und weströmischen Armee im 5. Jahrhundert n. Chr. mit ihren Sprengeln laut der Notitia dignitatum; die Heermeister sind in grün eingezeichnet

Neben diesen regionalen Sprengelkommandos (den magisteria militum, Singular magisterium) kamen die magistri militum praesentales als Kommandeure der Hofarmeen hinzu. Im Westen gab es im 5. Jahrhundert oft nur einen magister militum praesentalis, während es im Osten wie auch im Gesamtreich des 4. Jahrhunderts fast stets zwei Heermeister bei Hofe gab. Allerdings scheint die Hofarmee im Osten um die Mitte des 6. Jahrhunderts aufgrund der verlustreichen Expansionspolitik die meisten Einheiten an die östlichen Sprengelkommandos verloren zu haben, so dass dort nur ein Rumpfkommando unter einem magister militum praesentalis fortbestand. Das westliche Heer wurde seit der Amtszeit von Stilicho wesentlich zentralisierter geführt, womit die Rolle des magister peditum praesentalis stark aufgewertet und dieser schließlich zum obersten westlichen Heermeister wurde (siehe unten), der im 5. Jahrhundert die eigentliche Macht hinter dem Thron war. Dieser wollte offenbar keine Konkurrenz dulden.
Dem Staatshandbuch Notitia dignitatum zufolge war das von den Heermeistern geführte Bewegungsheer (comitatenses) in drei Klassen eingeteilt: palatini, die eigentlichen comitatenses und die pseudocomitatenses, wobei die palatini (die nicht mit den scholae palatinae verwechselt werden dürfen, der kaiserlichen Leibgarde) formal einen Vorrang hatten und den Kern der westlichen und östlichen Hofarmee bildeten (zuerst 365 in einem Gesetz belegt). Allerdings war es anscheinend keine strikte Trennung, da zumindest im 5. Jahrhundert Einheiten der palatini auch direkt ins jeweilige Feldheer verlegt wurden und andere Einheiten die Hofarmee verstärkten, ohne aber in den Rang der palatini versetzt worden zu sein.
Bereits Mitte des 4. Jahrhunderts gehörte das Amt des Heermeisters zu den höchsten Stellungen im Imperium Romanum. Dem wurde bereits unter Valentinian I. dadurch Rechnung getragen, dass die magistri militum in die damals höchste Rangklasse der viri illustrissimi erhoben wurden. Zuvor waren sie bereits viri clarissimi und hatten damit senatorischen Rang. Vor allem im Westen, wo neben dem gallischen Heermeisteramt nur noch das erwähnte Hofkommando existierte, spielte der oberste Heermeister eine immer größere Rolle und gewann so Einfluss auf die kaiserliche Politik.
Später kamen weitere Sprengelkommandos hinzu. Im Osten wurde das Kommando per Thracias für Thrakien und damit die Grenzregion nahe der Hauptstadt Konstantinopel geschaffen (gesichert seit 412 mit Constans als Amtsträger belegt). Für die reiche Provinz Africa, die Kornkammer des Westens, ist zwar Ende des 4. Jahrhunderts Gildo als magister utriusque militae per Africam belegt, doch wurde dieses Kommando im Zusammenhang mit der militärischen Auseinandersetzung des Ostkaisers Theodosius I. mit Eugenius geschaffen und blieb eine Episode.
Mitte des 6. Jahrhunderts wurden im Rahmen der erfolgreichen Eroberungspolitik von Kaiser Justinian I. weitere Sprengelkommandos eingerichtet: der magister militum per Italiam (für Italien), der magister militum per Africam (im oströmischen Nordafrika), der magister militum per Armeniam (bzw. magister militum per Armeniam et Pontum Polemoniacum et gentes, wie ihn Sittas trug; teilweise auf dem Gebiet des magister militum per Orientem) und wohl auch der magister militum Spaniae (im oströmischen Südspanien). Allerdings scheinen die Sprengelkommandeure in Africa und Südspanien (wo wahrscheinlich oft nur ein dux das Kommando hatte) ein im Vergleich zu den größeren magisteria militum untergeordnetes Kommando besessen zu haben.

### Probleme
Schon unter Konstantins Sohn Constantius II. zeichnete sich die fundamentale Problematik des Heermeistersystems ab: Da die Macht letztlich von der Kontrolle über die Armee abhing, waren die Heermeister eine Herausforderung für die kaiserliche Herrschaft. Andererseits konnten die Kaiser aufgrund der vielfältigen und teils gleichzeitigen Bedrohungslagen an mehreren Grenzen nicht darauf verzichten, örtliche Militärbefehlshaber einzusetzen. Daraus ergab sich ein Spannungsfeld von militärischer Notwendigkeit und potentieller Illoyalität. Die faktische Macht der Heermeister stand dabei in einem Konflikt mit anderen Legitimationsstrategien der Römischen Kaiserzeit wie dem dynastischen Prinzip. Constantius II., der sich über seine Abstammung von Konstantin und die (ihrerseits auf den Offizier Constantius I. zurückgehende) Herrschertradition der konstantinischen Dynastie legitimierte, betrachtete seine Generäle deshalb mit Argwohn. Ammianus Marcellinus, der das letzte große lateinische Geschichtswerk der Antike verfasste, nachdem er selbst als Offizier unter dem Heermeister Ursicinus in der Armee gedient hatte, kritisierte den Kaiser aus der Perspektive des Militärs für sein Misstrauen. Der mächtigste Heermeister Constantius’ II. war Arbitio, der sich dauerhaft am Hof aufhielt und durch die unmittelbare Nähe zum Kaiser seine Macht sichern konnte, während andere Heermeister wie Silvanus (beseitigt 355) und Barbatio (hingerichtet 359) den Ränkespielen am kaiserlichen Hof, nicht zuletzt denjenigen zwischen den Heermeistern, zum Opfer fielen.

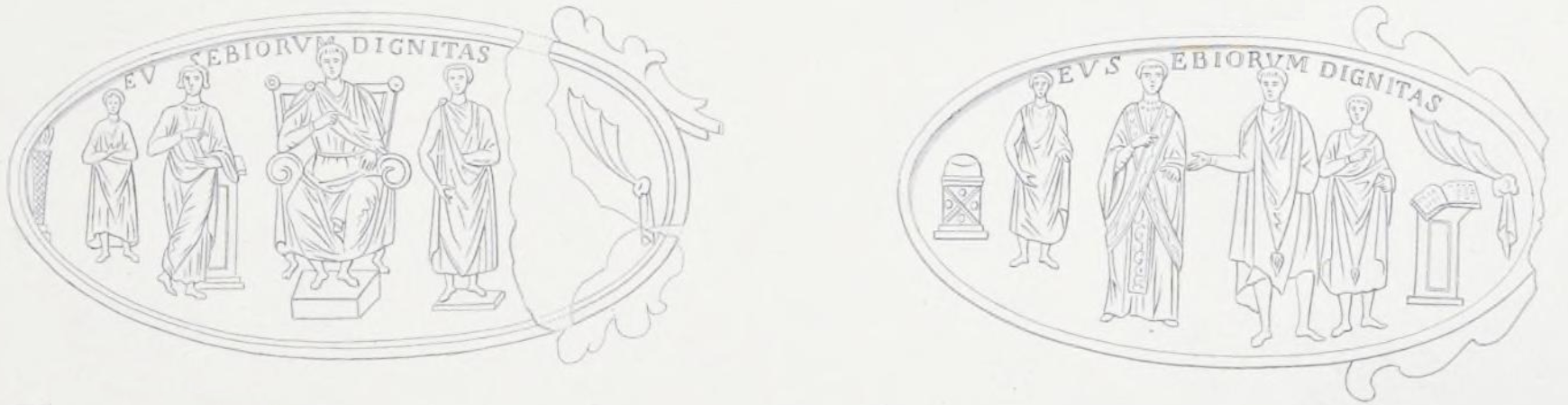
Viele Heermeister wurden mit dem in der Spätantike politisch bedeutungslosen, aber immer noch überaus prestigeträchtigen Konsulat ausgezeichnet. Die Darstellungen eines Konsuls Eusebius auf zwei bei Aquileia gefundenen großen Silberlöffeln (die mittlerweile verloren sind, von denen aber Zeichnungen wie die hier verwendete existieren) können sich entweder auf den Heermeister und Konsul von 347 oder dessen gleichnamigen Sohn, den Konsul von 359, beziehen. Auf den Löffeln ist Eusebius in für spätantike Konsuln typischer Art und Weise dargestellt, links sitzend auf seinem kurulischen Stuhl in Tunika und Chlamys, rechts stehend mit trabea (konsularischer Toga).

Auf der anderen Seite versuchten schon früh Heermeister, ihre Macht im Heer als Ausgangspunkt für eine Einbindung in die kaiserliche Dynastie zu nutzen: Bereits Eusebius, einem der ersten namentlich bekannten Heermeister, gelang es, seine Tochter Eusebia mit Constantius II. zu verheiraten. Allerdings entstanden aus dieser Liaison keine Nachkommen. Theodosius I., Kaiser von 379 bis 395 (mit dessen Tod de facto die „Reichsteilung“ in West- und Ostreich vollzogen wurde) und Begründer der Theodosianischen Dynastie, war der Sohn eines Heermeisters, Flavius Theodosius, der sich, aus der lokalen Oberschicht Hispaniens stammend, im Heer hochgedient hatte. Im 5. Jahrhundert unternahmen weitere magistri militum Versuche, sich durch Heiraten (primär über ihre Söhne) mit der kaiserlichen Familie zu verbinden (siehe unten).
Letztlich bezog selbst der mächtigste Heermeister seine Amtslegitimation nur durch den jeweiligen Kaiser. Das vorrangige Ziel der obersten Heermeister war es daher, die eigene Stellung abzusichern. Die Heermeister konkurrierten deshalb mit anderen einflussreichen Personen am kaiserlichen Hof wie den Kämmerern, insbesondere den praepositi sacri cubiculi, den Vorstehern des kaiserlichen Schlafzimmers, oder auch einigen Kaiserinnen um die Macht. So fielen Abundantius und Flavius Timasius, Heermeister Theodosius’ I., nach dessen Tod einer Palastintrige des Kämmerers Eutropios zum Opfer und büßten Macht und Titel ein. Im 5. Jahrhundert konkurrierte zeitweise der Heermeister Flavius Aëtius mit Galla Placidia, der Mutter des Kindkaisers Valentinian III., um die Position des Regenten. Die Kaisernähe, also die Präsenz und Einflussnahme des obersten Heermeisters auf den Kaiser, war folglich von zentraler Bedeutung. Dies gilt besonders für das Westreich, wo die magistri militum zur eigentlichen Macht hinter dem Thron wurden.

## Entwicklung in Westrom

### Der Heermeister als Macht hinter dem Thron: Arbogast, Stilicho und Constantius III.
Bereits ab der zweiten Hälfte des 4. Jahrhunderts gewannen die Heermeister in der westlichen Reichshälfte, vor allem der magister utriusque militiae, einen folgenschweren Einfluss auf die Politik. Viele von ihnen waren „barbarischer“ Abstammung (was allerdings nichts über ihre Loyalität aussagt) und fungierten teils als Regenten der jungen Kaiser, wodurch sie eine erhebliche Machtposition besaßen und zudem das Militär direkt kontrollierten. So fungierte im späten 4. Jahrhundert Arbogast der Ältere als wahre Macht hinter dem weströmischen Thron, während der junge Kaiser Valentinian II. nicht mehr als eine Marionette war. Arbogast soll sogar einen Freund Valentinians vor den Augen des Kaisers ermordet haben. Als dieser den Heermeister von seiner Position entbinden wollte, habe Arbogast dem Geschichtsschreiber Zosimos zufolge angeblich verächtlich bemerkt: „Weder hast du mir die Macht gegeben, noch kannst du sie mir nehmen.“ Dies trieb Valentinian im Jahr 392 wohl in den Suizid. Ein Suizid ist insofern wahrscheinlicher als eine Ermordung durch Arbogast, als dieser auf die Legitimität seiner Position angewiesen war und diese durch den Tod des Kaisers ins Wanken geriet. Bald darauf setzte Arbogast den Rhetor Eugenius als Kaiser ein, doch besiegte der Ostkaiser Theodosius I. beide und gewann 394 noch einmal für kurze Zeit die Kontrolle über das Gesamtreich.

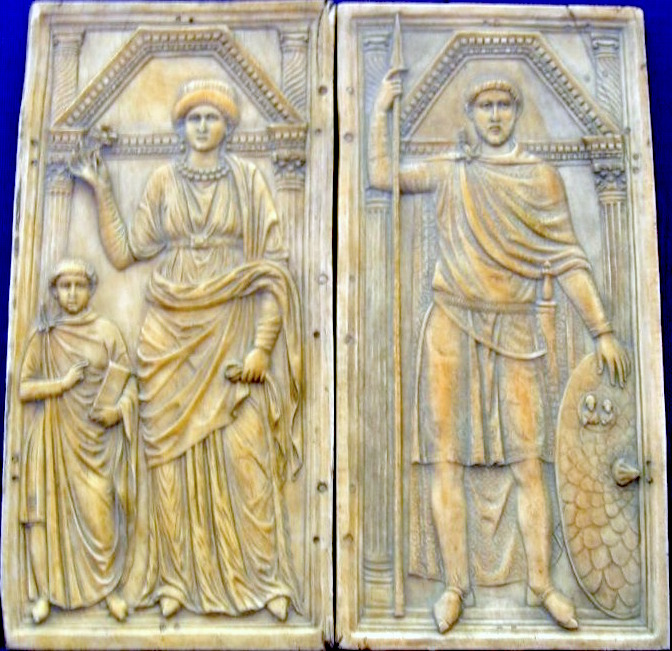
Diptychon mit mutmaßlicher Darstellung Stilichos (rechts) mit Frau Serena und Sohn Eucherius.

Mit dem Tod Kaiser Theodosius’ I. und dem Übergang der Macht auf dessen jugendliche Söhne, Arcadius im Osten und Honorius im Westen, setzte faktisch eine Zeit der Reichsteilung ein. Theodosius war auch für längere Zeit der letzte Kaiser, der noch selbst an der Spitze seiner Armee Kriege führte. Der Heermeister Stilicho war dann zwischen 395 und seinem Tod 408 die wahre Macht im formell von Honorius regierten Westreich. Er war ein Halbrömer, der das Vertrauen des Theodosius genossen hatte und durch seine Heirat mit Flavia Serena sogar verwandtschaftlich mit dem Kaiserhaus verbunden war. Stilicho fungierte ab 395 nicht nur als ranghöchster Heermeister im Westen, sondern auch als Vormund für Honorius; dies war eine folgenschwere Fortsetzung der Priorisierung des Militärs gegenüber der zivilen Administration.
Er scheint sich aber nicht nur auf das Heer gestützt zu haben, sondern genoss auch zumindest gewisse Unterstützung der sonstigen Reichselite am westlichen Kaiserhof (zunächst in Mediolanum, dem heutigen Mailand, ab dem frühen 5. Jahrhundert dann in Ravenna). Nur so konnte er den Anspruch des formal ranghöheren senior Augustus Arcadius ignorieren. Stilicho sicherte in der Folgezeit die Grenzen des Westreichs und knüpfte politische Netzwerke. Seine Tochter Maria verheiratete er zudem mit Honorius; nach ihrem frühen Tod heiratete Honorius Stilichos zweite Tochter Thermantia. Damit sicherte Stilicho seine Stellung bei Hofe ab, denn seine Position basierte zunächst nur auf der faktischen militärischen Kontrolle und seinem Einfluss auf Honorius, nicht auf einer höheren formalen Rangstellung des von ihm besetzten Amts des magister peditum praesentalis. Ebenso wie andere mächtige Heermeister nach ihm versuchte er, jede potentielle Bedrohung seiner Stellung zu vermeiden. So umgab er sich auch als wohl erster Heermeister mit einer Leibwache aus hunnischen Truppen, den buccelarii, und versuchte seine Stellung durch eine Reform der Kommandostrukturen im Heer formal abzusichern. An deren Ende stand eine Erweiterung auch der formalen Machtbefugnisse Stilichos als magister peditum praesentalis, die er aber nicht mehr abschließen konnte.
Stilicho verfügte über militärisches Talent und erwies sich trotz seines Ehrgeizes als dem Kaiser gegenüber loyal. Dennoch unterlag er im Machtkampf am Hof im Jahr 408 einer zivilen Fraktion unter dem magister officiorum Olympius, der mit Stilicho um Einfluss konkurrierte; ebenso sind wenigstens latente Spannungen zwischen Kaiser und Heermeister feststellbar. Er selbst wurde Ende August 408 ermordet, seine Frau wurde kurz darauf getötet. Die genauen Hintergründe sind unklar, doch scheint man in Ravenna nun der Meinung gewesen sein, die Dominanz Stilichos brechen zu können, zumal nach dem Tod seines Bruders 408 Honorius der senior Augustus war und sich möglicherweise neuen politischen Spielraum erhoffte. Unwahrscheinlich ist hingegen eine „anti-barbarische“ Stimmungslage, wie bisweilen in der älteren Forschung vermutet worden ist; vielmehr glaubte man, nun auf Stilicho verzichten zu können.
In Ravenna hatte man sich allerdings offenbar verkalkuliert, denn die militärische Bedrohungslage war nach Stilichos Tod nicht nur weiterhin ernst, sie verschlimmerte sich sogar dramatisch. 407 waren ganze germanische Stämme über den Rhein ins Reich eingedrungen. Während das Ostreich von den Auswirkungen der sogenannten Völkerwanderung im 5. Jahrhundert weitgehend verschont blieb, kam das Westreich nicht mehr zur Ruhe. Es war Stilicho gewesen, der den Gotenführer Alarich und andere Gruppen in Schach gehalten hatte. Nun brachen alle Dämme, wobei sich zeigte, dass das Westreich militärisch allein kaum noch handlungsfähig war, zumal der Usurpator Konstantin, der sich 407 in Britannien erhoben und dann auf das Festland übergesetzt hatte, weiterhin in Gallien saß. Es kam zum offenen Bruch mit Alarich und zur Plünderung Roms (410) durch die Goten, ein Ereignis, das Schockwellen im ganzen Imperium zur Folge hatte. So gelang es Ravenna weiterhin nicht, die Lage im Westreich zu befrieden. Vielmehr kam es weiterhin wiederholt zu Machtkämpfen und zu Konflikten mit den eingedrungenen fremden Kriegergruppen. Die Schwäche des westlichen Kaisertums gegenüber dessen hohen Militärs wurde im weiteren Verlauf des 5. Jahrhunderts nur allzu deutlich.

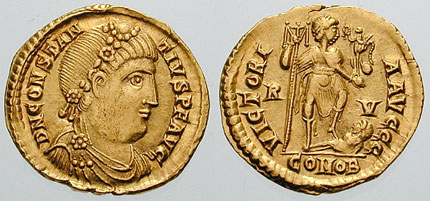
Solidus Constantius’ III. von 421. Auf der Rückseite wird der Kaiser als General dargestellt, zu Füßen den unterworfenen Feind, in der einen Hand eine Victoria, in der anderen Hand ein Feldzeichen. Die drei G bei VICTORIA AVGGG verweisen darauf, dass Constantius neben sich noch zwei weitere Augusti, Honorius und Theodosius II., als Mitherrscher anerkannte.

Nach dem Tod Stilichos brachen am Hof Machtkämpfe aus, in denen Personen aus der zivilen Verwaltung, die Oberkämmerer und Militärs wie Allobichus wechselnde Allianzen eingingen. Aus ihnen ging schließlich Constantius III. als neuer patricius et magister militum hervor, dessen Stellung kaum mehr anfechtbar war. Constantius III. hatte militärische Erfolge gefeiert und darauf aufbauend seine Position gegenüber dem schwachen Honorius gestärkt. So schlug er 411 die Usurpation Konstantins nieder und kämpfte erfolgreich gegen die 407 in Gallien eingefallenen Kriegergruppen und die Westgoten, die 418 in Südwestgallien angesiedelt wurden. Er heiratete sogar in das Kaiserhaus ein, als er (gegen ihren Willen) Galla Placidia zur Frau nahm. Er bekleidete, was sehr ungewöhnlich war, drei Mal das prestigeträchtige Konsulat (414, 417 und 420) und fungierte 421 kurzzeitig als Mitkaiser des Westens. Nur sein überraschender Tod 421 verhinderte seinen weiteren Aufstieg, der durch die Heirat in das Kaiserhaus zementiert schien. Sein Tod hinterließ aber auch ein Machtvakuum im Westen, wo es bald schon zu weiteren Machtkämpfen kam, zumal Honorius 423 verstarb.

### Kaiserliche Ohnmacht: Aëtius
Der magister utriusque militae wurde im 5. Jahrhundert endgültig zum Oberbefehlshaber im Westen und trug seit Constantius III. oftmals den hohen Titel eines patricius. Dieser Titel stand im Rang nur hinter dem machtlosen, aber prestigeträchtigen Konsulat zurück. In diesem Zusammenhang ist darauf hinzuweisen, dass die Position des obersten westlichen Heermeisters nicht rechtlich definiert war; es gab formal kein Amt eines eindeutig übergeordneten Generalissimus. Ausgangspunkt dieser Entwicklung war die Zentralisierung der Kommandostruktur und die Kompetenzanhäufung des magister peditum praesentalis unter Stilicho (beginnend im Jahr 398 durch eine Reform der Militärkanzleien, womit diese nun dem magister peditum praesentalis unterstanden), dieser Prozess setzte sich nach seinem Tod weiter fort. Mitte des 5. Jahrhunderts unterstand diesem Kommandeur der Hofarmee auch der formal unabhängige magister militum per Gallias, so dass der magister peditum praesentalis fortan oft der einzige Heermeister bei Hofe war und meistens als magister utriusque militiae bezeichnet wurde. Dieser fungierte nun als faktisch oberster westlicher Heermeister.
Dieser hatte (zumindest potentiell und oft genug auch faktisch) das letzte Wort in politischen Entscheidungen. In der Forschung wurde diese erhebliche Machtverschiebung mit der Rolle der Hausmeier im merowingischen Frankenreich oder dem Shōgun im feudalen Japan verglichen. Der Kaiser war im Westreich weiterhin formal Herrscher, eigenständig agieren konnte er jedoch kaum mehr. Die besten Beispiele für diese kaiserliche Ohnmacht sind die westlichen Heermeister Aëtius und Ricimer.
Aëtius war römischer Herkunft: Sein Vater Flavius Gaudentius war selbst Heermeister gewesen, seine Mutter stammte aus einer vornehmen italischen Familie. Er war somit eher eine Ausnahme unter den Heermeistern dieser Zeit. Sein Weg an die Spitze erfolgte im Zusammenhang mit den Machtkämpfen im Westreich nach dem Tod des Honorius 423. Dort war, wohl auf Betreiben von Aëtius’ Vater, Johannes zum Kaiser erhoben worden. Diesem diente Aëtius, der gute Beziehungen zu den Hunnen unterhielt. Allerdings war der Ostkaiser Theodosius II. nicht bereit, Johannes anzuerkennen. 425 marschierten oströmische Truppen in das Westreich ein und stürzten Johannes; stattdessen wurde Valentinian III. im Westen eingesetzt. Zu diesem Zeitpunkt war das Ostreich also noch ein wichtiger machtpolitischer Faktor in Westrom, das militärisch zunehmend schwächer wurde. Westrom musste sich im 5. Jahrhundert mehr und mehr auf Foederaten statt auf reguläre Armeeverbände stützen.

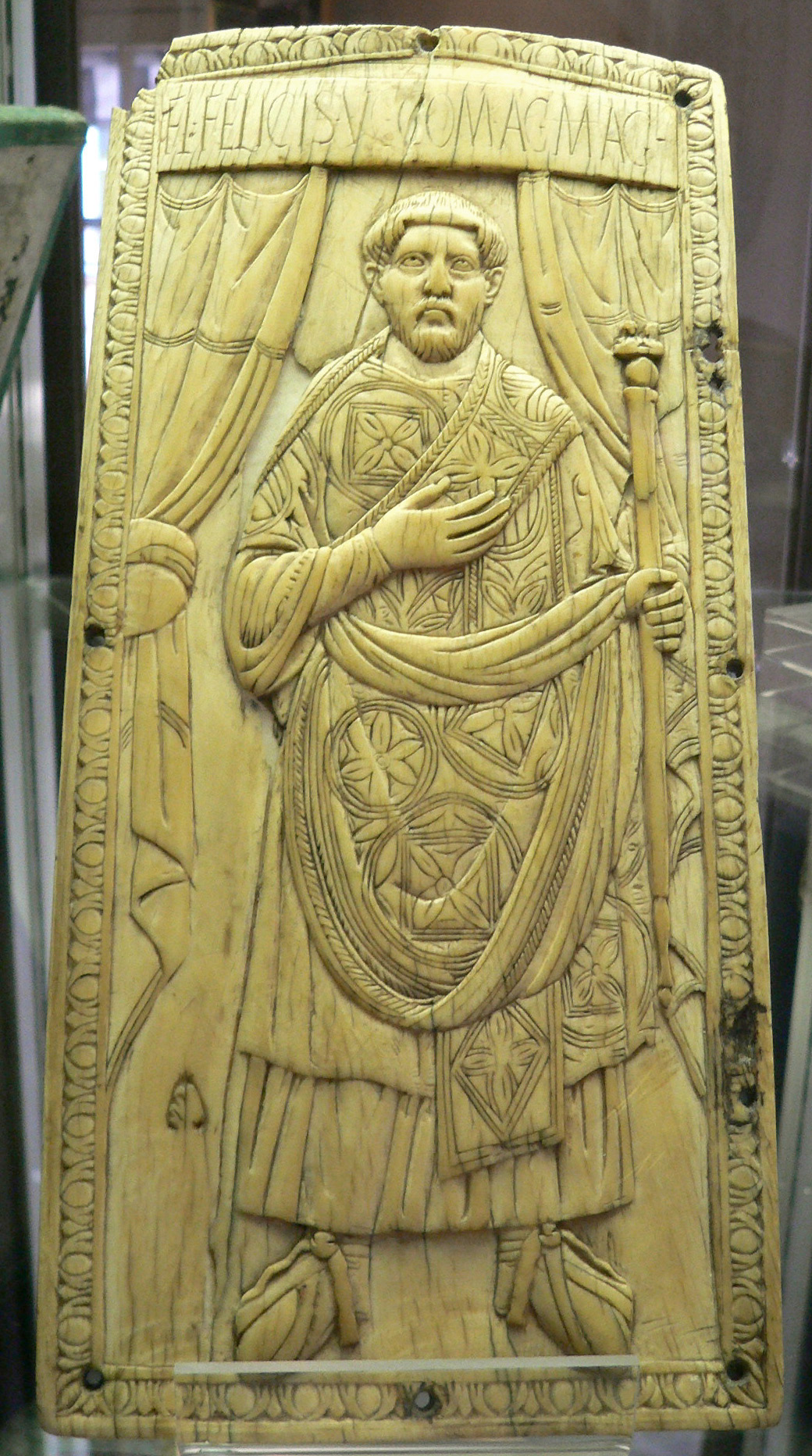
Konsulardiptychon des Felix, heute in der Bibliothèque nationale de France, vorher im Kloster St. Juneau, Limoges. Felix trägt eine reich ausgestattete Tunika über einem schlichten Unterkleid (subarmalia profundis). Er trägt vergoldete Schuhe (calcei aurati). In der Hand hält er ein Szepter, auf dem zwei kleine Büsten der Kaiser Valentinian III. und Theodosius II. sitzen.

Aëtius musste sich mit den neuen Verhältnissen arrangieren und diente der neuen Regierung in Ravenna, wobei er aber stets eigene Interessen verfolgte. Seit 425 fungierte Flavius Felix als magister utriusque militiae, der wohl das Vertrauen des Kaiserhofs genoss. 430 schaltete Aëtius seinen Konkurrenten Felix aus und erlangte selbst den Titel des magister utriusque militae. Als der weströmische Kaiserhof ihm dann aber den Titel entziehen wollte und stattdessen begann, Bonifatius als Gegengewicht zu etablieren (wohinter weniger Kaiser Valentinian III., sondern dessen einflussreiche Mutter Galla Placidia stand), griff er offen zur Gewalt – anders als Stilicho und Constantius, die nie zu einem solchen Schritt gezwungen waren. Aëtius erhielt dabei militärische Unterstützung durch die Hunnen. Bonifatius konnte sich militärisch behaupten, starb aber 432 an Verletzungen aus einer Schlacht; Aëtius heiratete später dessen Witwe Pelagia und gelangte so an ein großes Vermögen. 433 erlangte Aëtius dann den begehrten Titel des magister utriusque militae wieder. Damit war der wohl vielversprechendste Versuch gescheitert, im Westen wieder die Kontrolle über die eigenständig agierenden und zudem oft überaus ehrgeizigen obersten Heermeister zu erlangen.
Der patricius Aëtius konsolidierte seine Macht im Westen, wobei noch andere Heermeister neben ihm dienten, so Litorius, Sigisvultus (der 437 zusammen mit Aëtius das Konsulat bekleidete und eventuell vom Kaiserhof als Gegengewicht zu Aëtius aufgebaut werden sollte) und Flavius Astyrius, er aber die bestimmende Macht war. Das einzige ordentliche Amt des Aëtius war das eines magister militum, womit seine Machtstellung stand und fiel. Spätestens seit 435 war der Titel patricius denn auch dauerhaft bis 476 mit dem obersten westlichen Heermeisteramt verbunden; dies war von nicht zu unterschätzender Bedeutung, da Aëtius so seinen höheren Rang gegenüber anderen Heermeistern geltend machen konnte.
Aëtius selbst konzentrierte sich vor allem auf Italien und Gallien. Dabei vernachlässigte er allerdings die Kornkammer Westroms, die reiche Provinz Africa, wo die Vandalen ein eigenes Reich errichteten und mit Karthago eine der wichtigsten Städte des Westreichs eroberten, was Westrom in einem Vertrag 442 faktisch hinnehmen musste. Ökonomisch erwies sich der Verlust als fatal. Dennoch war Aëtius gut 25 Jahre lang der „starke Mann“ im Westen. Er schlug 451 den Hunnenherrscher Attila in der Schlacht auf den Katalaunischen Feldern zurück. Zu diesem hatte er zuvor durchaus gute Kontakte unterhalten, der Hunnenherrscher hatte dann aber die Machtstellung des Aëtius im Westreich bedroht. Nach Attilas Tod 453 schien er auf dem besten Weg zu sein, seinen Sohn mit einer Tochter Valentinians III. zu verheiraten. Damit hätte er, wie Stilicho und Constantius III. vor ihm, eine direkte Verbindung mit dem Kaiserhaus geschaffen und gleichzeitig weiterhin die Kontrolle über die Armee behalten. Unerwarteterweise entschloss sich Valentinian nun zum Handeln und erschlug im September 454 eigenhändig den übermächtigen Heermeister:

„Als Aëtius soeben die Finanzen erläuterte und die Steuereinnahmen vorrechnete, sprang Valentinian plötzlich mit einem Schrei von seinem Thron auf und rief, er werde es nicht länger dulden, durch derlei Betrügereien beleidigt zu werden. Er behauptete, Aëtius wolle ihn, indem er ihm die Schuld an den Problemen zuschob, nun auch um die Herrschaft im Westen bringen, wie er es bereits mit dem Osten getan habe. Denn nur wegen Aëtius habe er ja seinerzeit darauf verzichtet, dort den Marcian vom Thron zu entfernen. Während Aëtius angesichts dieses Ausbruchs noch wie gelähmt dastand und nur versuchte, diesen unvernünftigen Anfall zu dämpfen, zog Valentinian bereits sein Schwert aus der Scheide und stürzte sich gemeinsam mit Heraclius – dieser war der primicerius sacri cubiculi –, der eine Axt unter seiner Chlamys verborgen hatte, auf ihn (…). Als er Aëtius erschlagen hatte, tötete Valentinian auch den Präfekten Boethius, der hoch in Aëtius’ Gunst gestanden hatte. Nachdem er ihre Leichen unbestattet auf dem Forum Romanum hatte ausstellen lassen, berief er unverzüglich den Senat ein, wo er gegen beide Männer schwere Vorwürfe erhob, da er fürchtete, es könne dort wegen Aëtius zu einer Rebellion kommen.“

Die Ermordung des obersten Heermeisters und des italischen Prätorianerpräfekten, also der weströmischen militärischen und ziviladministrativen Spitze, durch den Kaiser selbst während einer Sitzung des Staatsrats (consistorium) zeigt vor allem dessen Zwangslage, da er keinem mehr vertrauen konnte und selbst zum Mörder werden musste, um sich von der Dominanz des Aëtius zu befreien. Dieser hatte freilich selbst nicht vor Gewalt zurückgeschreckt. Valentinian zahlte einen mit dem Mord einhergehenden Autoritäts- und Ansehensverlust hohen politischen Preis. Dies demonstriert letztlich die politische Ohnmacht des westlichen Kaisertums in dieser Zeit. Aëtius selbst konnte die grundlegenden Strukturprobleme des Westreichs nicht lösen, dessen Überleben hing nun aber vom Talent des jeweiligen obersten Heermeisters ab. Für Mischa Meier zielte die Politik des Aëtius denn auch primär auf die Durchsetzung seiner eigener Interessen ab, die Wahrung der Reichsinteressen rangierte dahinter; selbst die Abwehr Attilas kann in diesem Kontext interpretiert werden, da dieser die Stellung des Heermeisters bedrohte.

### Die politische Erosion des Westreichs
Der ehrgeizige Aëtius, von Prokopios von Caesarea als „der letzte Römer“ gepriesen, war, wie viele hohe Militärs, ein Teil des Problems. Er hatte im Rahmen seines eigenen Spielraums das schrumpfende Westreich noch einmal vor dem Untergang bewahrt, dafür aber reiche Provinzen wie Africa preisgegeben und die Machtstellung des magister utriusque militae weiter aufgewertet. Sein Tod löste denn auch nicht das Kernproblem der kaiserlichen Regierung, dass das Militär weiterhin faktisch eigenständig operierte und dem Kaiser nur formal Loyalität schuldete, wobei sich gleichzeitig die militärische Bedrohungslage im Westen zunehmend verschärfte (siehe Völkerwanderung). Während die westlichen Heermeister im 4. Jahrhundert noch über ihre Kaisernähe Einfluss am Hof ausübten, war um die Mitte des 5. Jahrhunderts ihre Kontrolle über das Militär so dominant, dass der Staatsrat (consistorium) als politisches Entscheidungsgremium an Bedeutung stark einbüßte. Der Kaiser wurde zwar auf dem Thron belassen, doch konnte er ohne Zustimmung des obersten Heermeisters keine relevanten politischen Entscheidungen mehr treffen. Der militärische Oberbefehl sicherte dem obersten Heermeister im Westen somit auch die Kontrolle über die zentralen Regierungsgeschäfte.

Karte des Weströmischen Reiches und seiner ehemaligen Gebiete unter Majorian, um 460

Dies blieb nicht ohne Folgen. Die weströmische Zentralgewalt verlor immer mehr an Einfluss und Gestaltungskraft in den Provinzen, was deren fortschreitende Ablösung vom politischen Zentrum und eine zunehmende gesellschaftliche Militarisierung (zumindest in den Grenzprovinzen) bedeutete. Hinzu kam eine verstärkte Personalisierung des militärischen Kommandos, so dass die Loyalität der Truppen in erster Linie ihrem jeweiligen Kommandeur galt. Das war nicht grundsätzlich neu, verschärfte aber die diversen Strukturprobleme Westroms. Hinzu kam die nicht selten offene Konkurrenz zwischen hohen Militärs um Einfluss und begehrte Posten. Bald schon sollten nicht nur die Heermeister am Kaiserhof, sondern auch regionale Militärkommandeure offen eigene Interessen verfolgen.
Die Erosion des Westreichs führte so 454 zur kurzzeitigen Abspaltung Dalmatiens unter dem Heermeister Marcellinus und 461 zur Errichtung eines Sonderreichs in Nordgallien durch den abgesetzten gallischen Heermeister Aegidius. Dessen Sohn Syagrius konnte sich dort noch bis 486/87 behaupten – ein gutes Jahrzehnt nach dem Ende des Kaisertums in Italien 476. Sowohl Marcellinus als auch Aegidius stammten aus reichen Familien und schufen sich, nachdem sie sich mit der kaiserlichen Zentralregierung überworfen hatten, eigene Herrschaftsbereiche aus dem westlichen Restreich, wodurch sie faktisch zu Warlords wurden (siehe unten). Ihre Truppen folgten ihnen offenbar in diese Meuterei, anstatt sich dem kaiserlichen Oberkommando zu unterwerfen. Allerdings sollte hierbei ein wichtiger Punkt nicht übersehen werden: die Gründe und der Zeitpunkt ihrer Revolten. Marcellinus rebellierte gegen Valentinian III., nachdem dieser Aëtius ermordet hatte, kämpfte aber später für die Kaiser Majorian und Anthemius, bevor er 468 ermordet wurde. Aegidius wiederum rebellierte 461 aus Protest über die Ermordung Majorians, mit dem er befreundet gewesen war. Dies zeigt in gewisser Weise auch den eingeengten Spielraum hoher Militärs, sobald ihr Bezug zum Kaiser verlorenging; konnten oder wollten sie sich nicht mehr arrangieren, blieb ihnen nur die offene Konfrontation. Im Kontext der vorhandenen Rahmenbedingungen, der Personalisierung militärischer Macht und dem Griff zur Gewalt als legitim erscheinendes Machtinstrument, war dies nur konsequent.

### Ricimer: „Schattenkaiser“ und das Ende des Westreichs

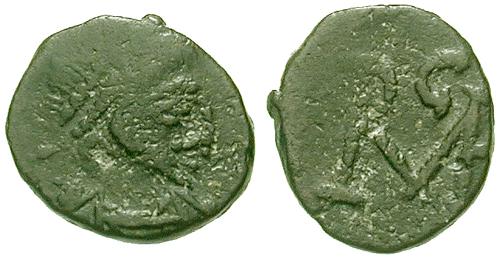
Im Jahr 461 setzte der Heermeister Ricimer Libius Severus als Kaiser ein. Er ließ Münzen pressen, die auf der Vorderseite zwar das Porträt des Libius Severus, auf der Rückseite aber das Monogramm des Ricimer zeigten.

Valentinian III. fiel 455 einem Attentat von Gefolgsleuten des getöteten Aëtius zum Opfer. Im selben Jahr plünderten die Vandalen Rom. Der oströmische Diplomat und Geschichtsschreiber Priskos, der sein Werk vor 476 beendete, fasste die Situation im Westreich denn auch so zusammen: „Die Verhältnisse der Weströmer befanden sich im Chaos.“ Damit begann die Endphase des Westreichs. Der Suebe Ricimer wurde 457 zum patricius und damit zum ersten Heermeister des Westens ernannt, bezeichnenderweise vom oströmischen Kaiser Leo I. Im Westen fehlte eine ausreichende Autorität, nachdem Ricimer 456 zusammen mit Majorian gegen Kaiser Avitus, der der gallorömischen Elite entstammte, geputscht hatte.
Ricimer war sowohl Kaisermacher als auch Kaisermörder; dies war ein Schritt, vor dem Aëtius noch zurückgeschreckt hatte. Letztlich war dies aber eine Konsequenz aus der Machtposition des obersten Heermeisteramts im Westen. Die in Ricimers Amtszeit regierenden weströmischen Kaiser Majorian und Anthemius waren durchaus bemüht, mit unterschiedlichen Strategien Handlungsspielraum zu gewinnen und waren sogar selbst militärisch aktiv. Sie blieben aber letztlich vom Wohlwollen des übermächtigen Heermeisters abhängig. Der zwischen Majorian und Anthemius regierende Kaiser Libius Severus war nur eine Marionette Ricimers.
Majorian ließ sich 457 zum Kaiser ausrufen, was der Ostkaiser Leo wohl eher widerstrebend akzeptierte. Majorian hatte erfolgreich in der weströmischen Armee gedient und war mit den Verhältnissen im Westen vertraut. Ihm unterliefen dennoch einige Fehler, so verschlechterte sich seine Beziehung zur italischen Elite, wovon Ricimer profitierte, der politische Kontakte knüpfte. In Gallien konnte sich Majorian hingegen auf seinen Freund Aegidius stützen, der das gallische Heermeisteramt bekleidete, was insofern von Bedeutung war, als dass Aegidius einen nicht unerheblichen Teil des verbliebenen westlichen Feldheeres kommandierte und die gallischen Eliten über die Entmachtung des Gallorömers Avitus durchaus verärgert waren. Majorian gelang es trotz guter Kontakte zu wenigstens Teilen des Militärs nicht, den mächtigen obersten Heermeister auszuschalten; vielmehr scheint Majorian die Lage falsch eingeschätzt zu haben. 460 scheiterte eine Offensive gegen die Vandalen, so dass sich Majorian von Hispanien nach Südgallien zurückzog. Als er sich 461 von Gallien nach Italien begab, wurde er dort von Ricimer überraschend festgesetzt und dann hingerichtet, wobei die genauen Hintergründe unklar sind. Eine Reaktion auf die Ermordung Majorians war die Rebellion des Aegidius in Gallien, den Ricimer seines Postens enthob. Stattdessen wurde Agrippinus, ein Rivale des Aegidius, neuer gallischer Heermeister, doch entzog sich Aegidius mit zumindest Teilen des gallischen Feldheeres seinem Zugriff.
467 wurde der Heermeister Anthemius in den Westen geschickt; er stammte aus dem Osten, war vornehmer Abstammung und verfügte über reichlich Erfahrung. Auch er versuchte sich offenbar von Ricimer zu emanzipieren, er war im Westen aber eher ein Außenseiter ohne Kontakte zur lokalen Elite. Anthemius hatte jedoch den Vorteil, mit oströmischen Truppen in den Westen gekommen zu sein, was ihm kurzfristig mehr Spielraum verschaffte. Anthemius scheint ehrgeizige Ziele verfolgt zu haben. Eine Folge davon war der weitaus umfangreichere Vandalenfeldzug von 468, ein gemeinschaftliches Unternehmen des West- und Ostreichs. Doch das Unternehmen scheiterte spektakulär, was eine deutliche Schockwirkung hinterließ. Damit war der letzte Versuch des Westreichs gescheitert, wieder die Initiative zu gewinnen. Anthemius war nun vollkommen auf das Wohlwollen Ricimers angewiesen, da er über keine eigenständigen Ressourcen mehr verfügte; die östlichen Truppen waren nach Hause zurückgekehrt, während das römische Westheer ausgeblutet war. Zu diesem Zeitpunkt war die Desintegration des Westreichs besiegelt, was zuvor durchaus nicht vollkommen unvermeidlich gewesen war. Ricimers weitgehend unangefochtene Stellung kam auch darin zum Ausdruck, dass er (nach der Ermordung des Marcellinus 468) die Ernennung eines gewissen Flavius Valila zum (zweiten) magister militum praesentalis durchsetzte. Es handelte sich dabei um einen Posten, den der oberste westliche Heermeister ansonsten allein für sich beanspruchte, weshalb Valila als enger Parteigänger Ricimers und vielleicht sogar als ein Verwandter von ihm betrachtet wird, der sich Ricimer offenbar völlig unterordnete. 472 wurde Anthemius von Ricimer ermordet, nachdem sich Heermeister und Kaiser endgültig überworfen hatten.
Festzuhalten bleibt, dass sich alle Westkaiser nach 455 in einer prekären Situation befanden, mit einem immer weiter schmelzenden Herrschaftsbereich, mit instabilen politischen Verhältnissen sowie immer geringer werdenden finanziellen und militärischen Ressourcen. Ihr Handlungsspielraum wurde zunehmend kleiner, woran der Einfluss des obersten Heermeisters einen nicht geringen Anteil hatte. Dennoch wird die Deutung der letzten weströmischen Kaiser als reine „Schattenkaiser“ in der neuesten Forschung nicht mehr ohne weiteres unterschrieben. Die Kaiser waren mit politischen, ökonomischen und militärischen Problemen konfrontiert, die vielleicht nicht unlösbar, aber extrem herausfordernd waren. Angesichts dessen experimentierten sie mit verschiedenen Methoden der Machtsicherung, etwa der Anbindung an die senatorischen Eliten; Majorian und Anthemius nutzten ihre persönliche Anbindung an das Heer und konnten dennoch von Ricimer liquidiert werden. Am Ende besaß das westliche Kaisertum nicht mehr die Mittel, während das Ostreich, das oft im Westen eingegriffen hatte, nach 468 nicht mehr dazu bereit war, Ressourcen im Westen zu investieren, zumindest nicht mehr in Form einer Entsendung regulärer Truppen.
Ricimer selbst wird in der Forschung recht unterschiedlich beurteilt, wobei die teilweise auf stereotypen Quellenaussagen beruhenden negativen Charakterisierungen insgesamt überwiegen. Die neuere Forschung weist allerdings stärker auf den eingeengten Handlungsspielraum des Heermeisters hin; häufig habe er nur reagieren können. Ricimer versuchte, die verbliebenen Reichsgebiete so weit wie möglich zu kontrollieren, aber nach dem Verlust der reichen Provinz Africa, dem faktischen Verlust Hispaniens und mit der fragilen Situation in Gallien blieben ihm kaum militärische und finanzielle Ressourcen. Die Sicherung Italiens war daher der zentrale Punkt in Ricimers Reichspolitik, damit verlor er aber die gallischen Eliten, da er Gallien faktisch aufgab. Der Verlust Galliens in den 460er und 470er Jahren wiederum erwies sich als fatal, da diese Region ein Hauptrekrutierungsgebiet der weströmischen Armee war. Dies hatte der dortigen gesellschaftlichen Militarisierung Vorschub geleistet.
Nach Ricimers Tod 472 war das Heermeisteramt formal immer noch bedeutend, das Westheer hatte aber faktisch aufgehört zu existieren, aufgerieben in den endlosen inneren und äußeren Konflikten, geplagt von schwindenden finanziellen Ressourcen und herausgefordert von praktisch eigenständig handelnden Foederaten, die auf dem Boden des untergehenden Westreichs eigene Herrschaftsräume etablierten. Ricimers Neffe Gundobad trug zwar den Heermeistertitel, dieser war aber im Hinblick auf das reduzierte Westreich politisch so unattraktiv geworden, dass er auf das Amt 474 verzichtete und stattdessen den burgundischen Königsthron bestieg. Der vornehme Gallorömer Ecdicius, von Kaiser Julius Nepos zum Heermeister ernannt, operierte 474/75 noch einmal in Südgallien. In Italien rebellierte dann der Foederatenführer Odoaker im Spätsommer 476 gegen den Kindkaiser Romulus Augustulus und ergriff die Macht. Der getötete Vater des Kindkaisers, der Heermeister Orestes (dieser hatte nur ein Jahr zuvor die Macht von Julius Nepos übernommen), hatte vor einer direkten Usurpation zurückgeschreckt; anscheinend befürchtete er den Verlust der Kontrolle über das Militär, wenn er einen neuen obersten Heermeister hätte ernennen müssen. Bezeichnenderweise verschonte Odoaker das Leben des Jungen, von dem für ihn keine Gefahr ausging, und setzte keinen neuen Kaiser ein, sondern regierte nun direkt als rex.
Nach dem Ende des weströmischen Kaisertums 476/80 verlieh der oströmische Kaiser den Heermeistertitel noch an einige germanische Heerführer und Könige des Westens, nun jedoch nur als Ehrentitel. Ende des 6. Jahrhunderts wurde er in Italien weitgehend synonym mit dux verwendet und bezeichnete eher lokale Befehlshaber einer Truppe, die in ihrem Befehlsbereich als eine Art Militärgouverneure auch administrative Aufgaben übernahmen. Die in diesem Kontext durchaus zahlreichen magistri militum waren nicht selten langobardische warlords, die zum (Ost-)Römischen Reich übergelaufen waren.

## Ostrom

### Entwicklung im 5. Jahrhundert

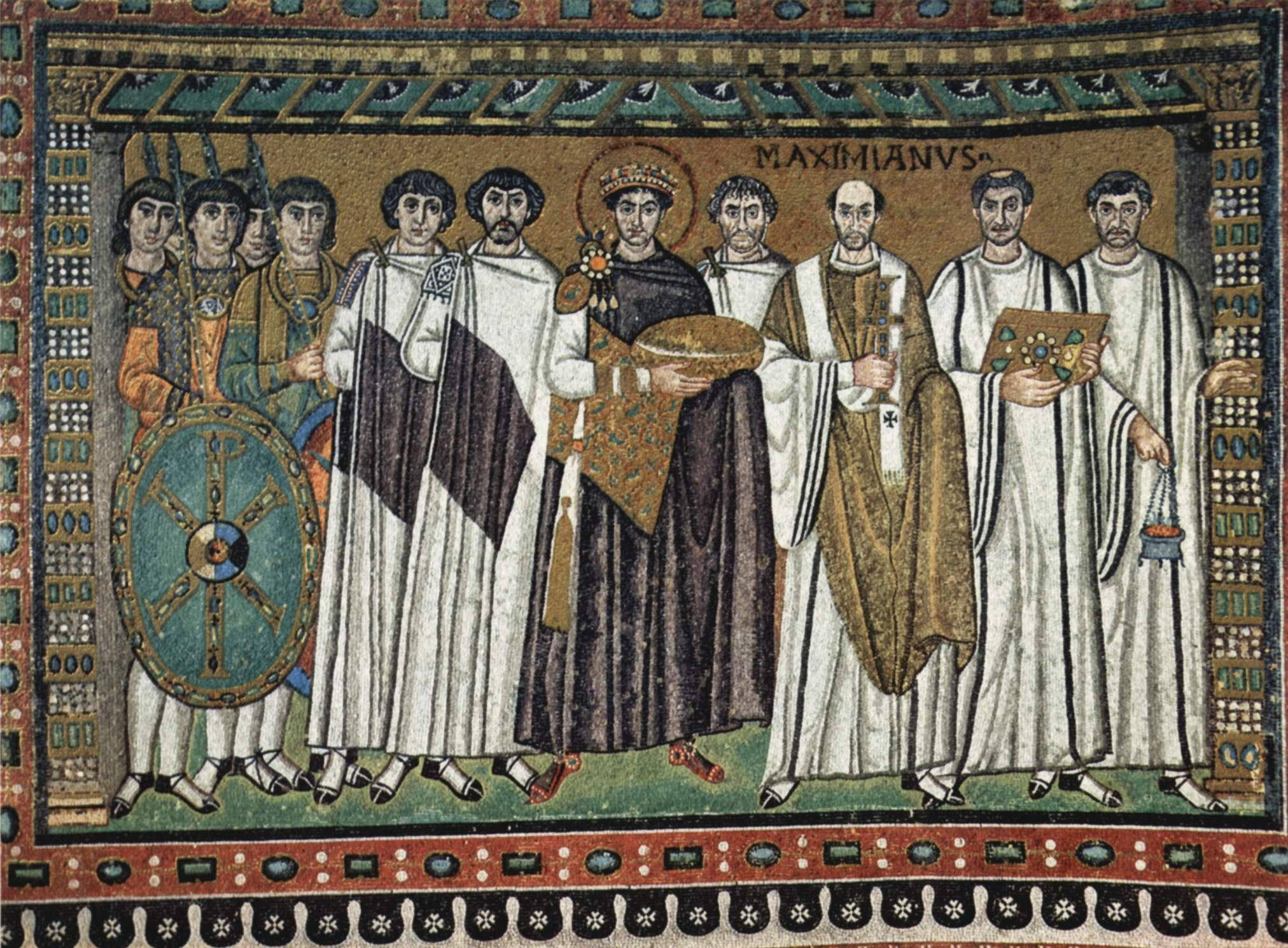
Symbolische Rangordnung: Mosaik aus der Kirche San Vitale in Ravenna, das in der Mitte Kaiser Justinian I. zeigt, dem zu seiner Linken (für den Beobachter rechts) Bischof Maximianus von Ravenna und zu seiner Rechten der Heermeister Belisar als zweiter Mann des Staates beigesellt sind. Belisar ist dem Kaiser nah, aber durch die Kleidung und die Stellung untergeordnet dargestellt.

In Ostrom gelang es den Herrschern und der zivilen Administration insgesamt sehr viel besser, auch mächtige Heermeister unter Kontrolle zu halten, trotz zeitweiser Rivalitäten zwischen den Ostkaisern und ihrer magistri militum. Manche Kaiser, wie Zenon und Justinian I., hatten zwar zuvor das Heermeisteramt bekleidet, dieses stand im Ostreich aber weiterhin unter kaiserlicher Aufsicht, so dass einem magister militum sein Amt tatsächlich entzogen werden konnte. Im Osten fungierten die Heermeister im 5. Jahrhundert auch nicht als faktische Regenten und Vormünder von Kindkaisern. Dies ist ein wichtiger Aspekt, denn noch Kaiser Theodosius I. hatte die Kontrolle über sein Militär, bevor nach seinem überraschenden Tod 395 das Reich im Westen und Osten von sehr jungen Kaisern regiert wurde, doch nur im Westreich entglitt den Kaisern die militärische Kontrolle.
Im Ostreich fehlte es nicht an ebenso ehrgeizigen Militärs wie im Westen, doch die vorhandenen Strukturen waren für sie weniger günstig, weil der Verwaltungsapparat reibungsloser funktionierte, die Bevölkerung Konstantinopels ein wichtiger politischer Faktor und das Ostreich keinem vergleichbaren Erosionsprozess ausgesetzt war. Die militärische Bedrohungslage war eine völlig andere, da die reichen orientalischen Provinzen des Ostreichs (anders als Africa und Gallien) im 5. Jahrhundert nie ernsthaft gefährdet waren, vor allem aber, dass das Militär keine so prominente Rolle spielte wie im krisengeschüttelten Westen. So gelang es, die zivile und militärische Ebene getrennt zu halten.
Der Gote Gainas scheiterte denn auch mit seinem Versuch, mehr Einfluss zu gewinnen, wobei es zu blutigen anti-gotischen Ausschreitungen in Konstantinopel kam; offenbar hatte sich Gainas hinsichtlich seines politischen Spielraums völlig verschätzt. Er wurde im Jahr 400 vom magister militum per Orientem Fravitta (der ebenfalls ein Gote war) besiegt und dann auf der Flucht von den Hunnen getötet. Anschließend scheint der gotische Einfluss im oströmischen Militär, der seit Theodosius bestand, zurückgegangen zu sein. Die Ostkaiser konnten sich nun weitgehend darauf verlassen, dass das Militär ihre Anweisungen befolgte (sofern es nicht zu einem offenen Umsturzversuch kam). Die direkt auf Gainas nachfolgenden östlichen Heermeister, die teilweise über mehrere Jahre ihr Amt ausübten, hielten sich aus Einmischungen in die kaiserliche Politik eher heraus, auch die (ganz im Gegensatz zum Westen) geregelte Herrschaftsnachfolge im Ostreich erwies sich als stabilisierender Faktor.

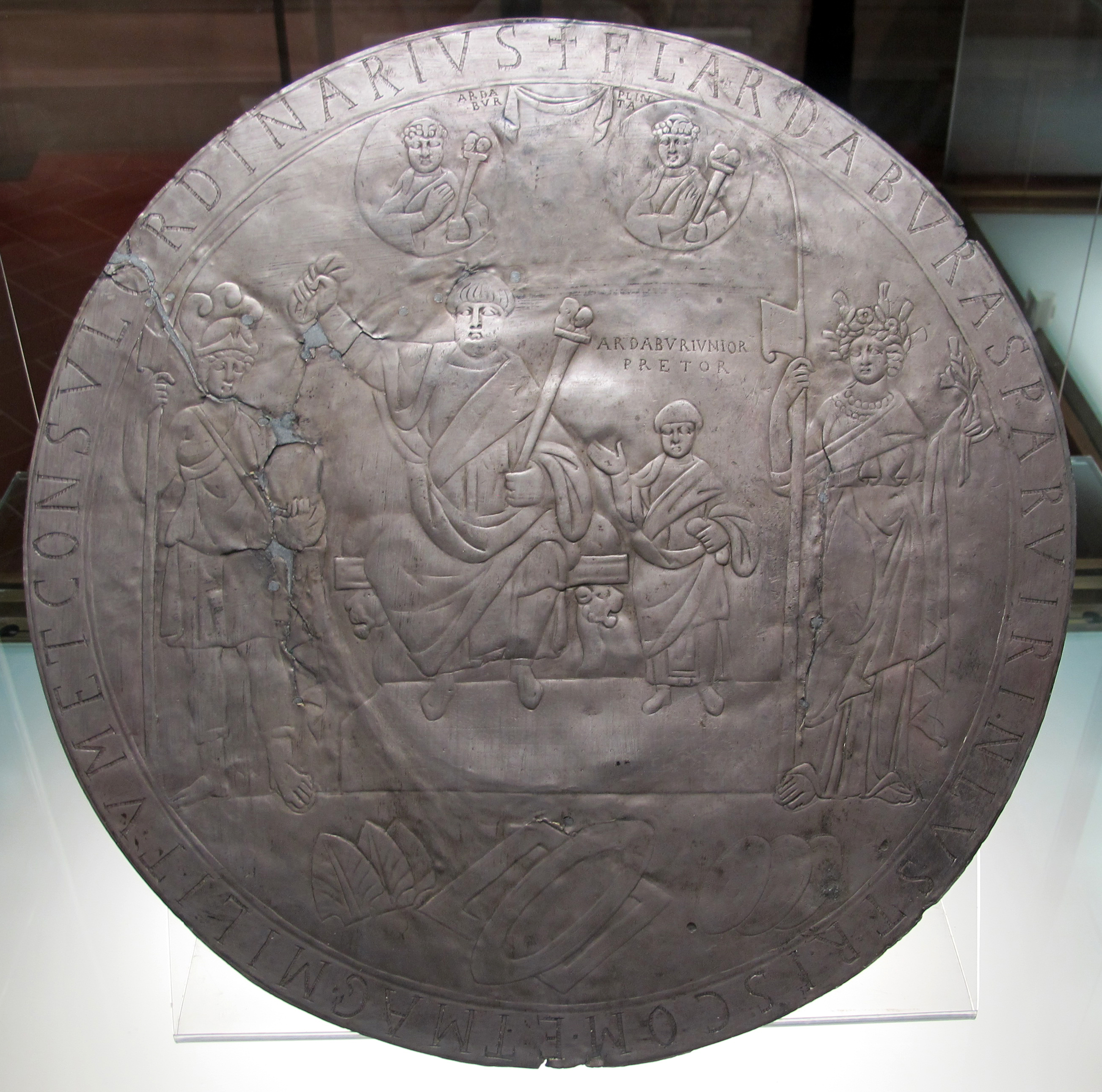
Silberplatte (Missorium) mit der Darstellung des Aspar und seines Sohnes Ardabur. Die Ikonographie folgt jener von spätantiken Kaiserbildern, was den Machtanspruch des Heermeisters unterstreicht. Das Werk ist wahrscheinlich im Jahr 434 entstanden, als Aspar das Konsulat bekleidete. Die Umschrift lautet „Fl(avius) Ardabur(ius) Aspar, vir inlustris, com(es) et mag(ister) mil(itum), consul ordinarius“.

Der Sturz des mächtigen Heermeisters Aspar im Jahr 471 und die Thronbesteigung des ehemaligen Heermeisters Zenon 474 erwiesen sich wohl als entscheidend. Aspar mischte sich stark in die Politik ein und war über 20 Jahre der wohl mächtigste Mann im Ostreich. Er unterhielt hervorragende Kontakte zur zivilen Reichselite und mag bereits bei der Einsetzung Markians 450 eine Rolle gespielt haben, nachdem Theodosius II. kinderlos verstarb und somit die Nachfolgefrage offen war, aber hier waren noch andere Faktoren entscheidend. Er war aber 457 bei der Einsetzung Leos I. von zentraler Bedeutung, da sich nun kein anderer Heermeister einmischen konnte, weil Aspar selbst und sein Sohn Ardabur Heermeisterämter bekleideten (Aspar war magister militum praesentalis, Ardabur magister militum per Orientem) und er politisch sehr gut vernetzt war. Es wurde sogar spekuliert, dass Aspar wenn nicht für sich selbst, dann doch für Ardabur den Thron hätte beanspruchen können, wie realistisch dies auch immer gewesen sein mag. Der Einfluss Aspars und seiner Familie – die zu der neuen militärischen Elite gehörte, die mit der alten zivilen senatorischen Elite von Landbesitzern um Einfluss konkurrierte (siehe auch unten) – im Ostreich in dieser Zeit war jedenfalls beachtlich. Aspar konnte unter Leo seine politische Macht ausbauen und zentrale Posten mit Männern seiner Wahl besetzen, sein Einfluss nahm immer mehr zu. Doch schon bald zeigte sich, dass Leo nicht gewillt war, als Marionette zu fungieren. Vor allem war Leo nicht bereit, eine seiner zwei Töchter mit einem Sohn Aspars zu verheiraten. Aspar und seine Gefolgschaft wurden 471 in einer blutigen Aktion vom Kaiser beseitigt. Der bereits zuvor zum Heermeister ernannte Zenon war, im Gegensatz zu Aspar, von Kaiser Leo I. politisch aufgebaut worden und hatte in das Kaiserhaus eingeheiratet. In diesem Fall war es der herrschende Kaiser, der seine Nachfolge regelte und gleichzeitig das Kaisertum davor bewahrte, die Kontrolle über die Armee zu verlieren. Insofern stellten weniger teils unterstellte „ethnische“ Aspekte das Hauptproblem zwischen Aspar (der alanischer Abstammung war) und Leo dar, es waren vielmehr politische (wie die Besetzung hoher Posten) und dynastische Konflikte, die zum Sturz Aspars führten.
Es bietet sich hier ein Vergleich mit dem oben erwähnten westlichen Heermeister Aëtius an. Sowohl Aspar als auch Aëtius agierten im politischen Aktionsrahmen des Imperiums. Sie verfügten über ein hervorragendes politisches Netzwerk von Kontakten zur Reichselite, was ihnen größere Einflussmöglichkeiten bot, als das formal rein militärische Heermeisteramt, dessen Handlungsspielraum sie voll ausschöpften. Die ermöglichte und sicherte ihre Stellung am jeweiligen Kaiserhof längere Zeit. Beide scheiterten aber mit dem Versuch, eine direkte Heiratsverbindung mit den regierenden Kaisern einzugehen und somit ihre Position dauerhaft zu legitimieren und zu stärken, wobei sie offenbar darauf abzielten, gleichzeitig ihre militärischen Ämter zu behalten und durch ihre einflussreiche Stellung am jeweiligen kaiserlichen Hof indirekt zu herrschen.
Durch ihre Stellung hatten die Heermeister erheblichen Einfluss nicht nur auf die militärische, sondern auch auf die diplomatische Seite der oströmischen Außenpolitik. Da sich die Kaiser nicht selbst mit den sassanidischen Großkönigen trafen, entwickelte sich ein reger Austausch zwischen den römischen und persischen Eliten, darunter Heermeister wie Ardabur, Aspars Sohn, der aufgrund seiner Kontakte an den persischen Königshof sogar der Konspiration mit dem Feind verdächtigt wurde.

### Weiterentwicklung und Ende

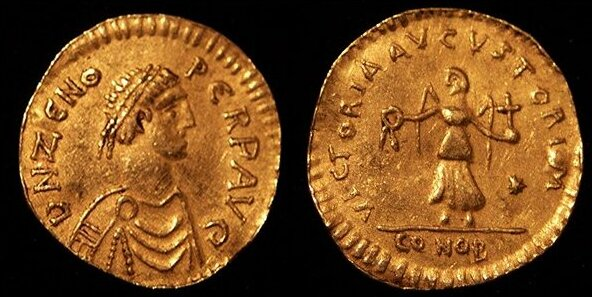
Tarasicodissa war ein Isaurier, ein Volk, das den Römern als „Barbaren“ galt. Er stieg im Heer auf und wurde zunächst magister militum, dann sogar unter dem griechischen Namen Zenon selbst Kaiser. Solidusmünze Zenons als Kaiser, 474–491

Kaiser Anastasios I. war es, der um 498 die unter Zenon einflussreich gewordenen Isaurier erfolgreich bekämpfte und das Militär endgültig wieder der kaiserlichen Kontrolle unterwarf. Im anschließenden Perserkrieg, der 502 ausbrach und bis 506 andauerte, operierten die kaiserlichen Truppen wenig erfolgreich, wobei die Verantwortung weniger bei dem formal zuständigen Heermeister Areobindus als vielmehr beim Neffen des Kaisers lag, Flavius Hypatius, der den Oberbefehl führte.
In den folgenden Kampfhandlungen gegen das persische Sassanidenreich, die ab 526 immer wieder aufflammten und (nur von relativ kurzen Waffenstillständen und bald gebrochenen Friedensverträgen unterbrochen) das gesamte 6. Jahrhundert prägten, konnte sich Ostrom in der Regierungszeit von Kaiser Justinian I. (527 bis 565) weitgehend behaupten. Dies lag nicht zuletzt an talentierten Heermeistern wie Sittas, Mundus und vor allem Belisar. Die Kriege im Zeitalter Justinians im westlichen Mittelmeerraum und gegen Persien, Roms großen Rivalen im Osten, wurden von Prokopios von Caesarea eingehend in seinen Historien geschildert, der allerdings in seiner (nicht zu Lebzeiten publizierten) Geheimgeschichte ein düsteres Bild des Kaisers entwarf. Jedenfalls war Justinians Herrschaft nach dem Nika-Aufstand 532 nie wieder gefährdet. Das oströmische Militär stand unter kaiserlicher Kontrolle. So verfügte Belisar zwar sogar über eine größere Privatarmee von 7.000 bucellarii, er war dennoch stets auf das Wohlwollen des Kaisers angewiesen. Belisars frühe Siege im Westen bis 540 führten zudem dazu, dass Justinian seinem besten General nicht mehr vollkommen vertraute und ihn später, als durchschlagende Erfolge bei erneuten Kämpfen in Italien ausblieben, faktisch kaltstellte.
Im Ostreich wurden in der Regierungszeit Justinians weitere Militärprovinzen mit entsprechenden magistri militum geschaffen, nachdem in einem kurzen Feldzug 533/34 das Vandalen- und erst nach schweren Kämpfen bis in die frühen 550er Jahre das Ostgotenreich (siehe Gotenkrieg) gefallen waren. In diesem Zusammenhang kam es zu militärischen Reformen, die die Neuaufstellung bzw. Auffüllung von Einheiten und die Neustrukturierung der Grenzverteidigung betrafen, so bei der Einrichtung des magisterium militum für das römische Armenien an der Ostgrenze im Jahr 528. Zugleich wurde es unter Justinian üblich, Heermeister auch außerhalb ihrer eigentlichen Zuständigkeitsbereiche einzusetzen; so operierten etwa der magister militum per Orientem und der magister militum per Armeniam auch in Italien und Nordafrika. In den griechischsprachigen oströmischen Quellen wird der magister militum in der Regel als strategos bezeichnet (teils auch als stratelates), speziell wenn er ein Sprengelkommando innehatte. Neben bzw. unter den eigentlichen obersten Heermeistern existierten auch magistri militum vacantes (Singular: vacans), die kein Regionalkommando innehatten, sondern nur die Befehlsgewalt über kleinere bis mittlere Verbände des Feldheeres ausübten.

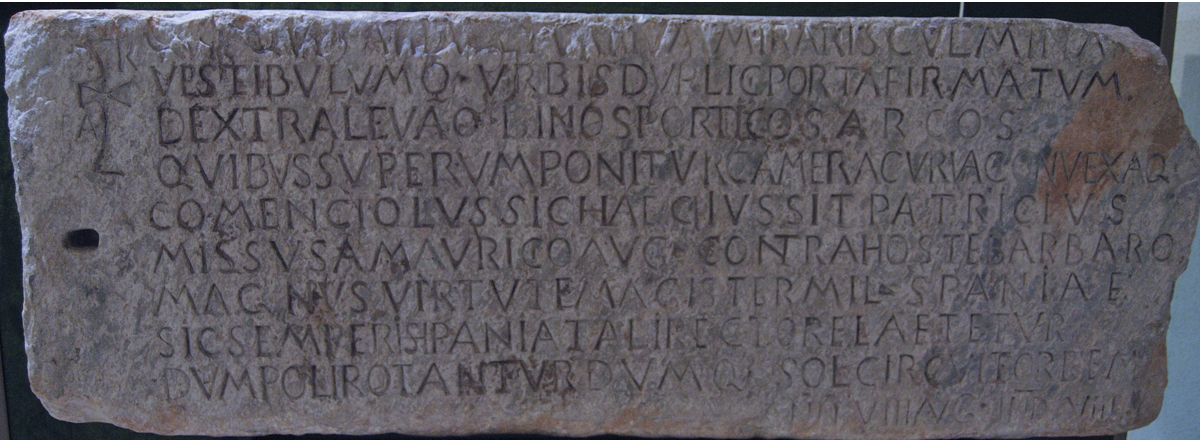
Beispiel für ein neues Heermeisteramt Ostroms: Inschrift des Komentiolos aus Carthago Nova (dem heutigen Cartagena), die ihn als magister militum Spaniae des Kaisers Maurikios bezeichnet, also als Oberbefehlshaber des oströmischen Südspanien. 589/590 n. Chr.

Unter gewissen Umständen wurden den östlichen Heermeistern zudem Sondervollmachten (στρατηγòς αὐτοκράτωρ / strategos autokrator) eingeräumt, mit denen sie Entscheidungen faktisch unmittelbar und im Namen des Kaisers treffen konnten. Dies war nur selten der Fall, da der Kaiser seine obersten Militärs nicht mit zu vielen Kompetenzen ausstatten wollte; einige der späteren Heermeister waren zudem zuvor in seinem Umfeld tätig gewesen (wie Belisar und Sittas). Vereinzelt wurde den magistri militum die Kontrolle über die zivile Verwaltung übertragen, was unüblich war, da im spätrömischen Reich ansonsten militärische und zivile Befugnisse getrennt wurden. Mit einiger Berechtigung können daher die späteren magistri militum als Vorstufe der Exarchen angesehen werden (bei denen zivile und militärische Kompetenzen gebündelt wurden), auch wenn den Ersteren nur in Ausnahmefällen zivile Gewalt übertragen wurde.
Es war nach den Militärreformen Justinians möglich, Heermeister und Teile ihrer Verbände aus einem Sprengelkommando zu lösen und separat woanders einzusetzen, was mehr Flexibilität schuf. Dies war trotz der hohen Kosten nötig geworden, um die vom Kaiser vorangetriebenen Eroberungen im Westen durchzusetzen. Allerdings gelangte die Armee im Verlauf der Westfeldzüge wohl trotzdem an die Grenzen ihrer Kapazitäten. In diesen Jahren, in denen oströmische Truppen sowohl in Italien (von 535 bis in die frühen 550er Jahre) als auch ab 540 (nachdem der Perserkönig Chosrau I. ins Imperium eingefallen war) an der Ostgrenze in schwere Kämpfe verwickelt waren, scheint die Hofarmee die meisten ihrer Einheiten abgetreten zu haben, denn nach 551 sind ihre Truppen nicht mehr nachweisbar. Als 559 die Kutriguren vor Konstantinopel auftauchten, musste hastig eine Verteidigung improvisiert werden. Zwar werden noch vereinzelt magistri militum praesentales in den Quellen erwähnt, die östliche Hofarmee als effektiver Kampfverband existierte aber wohl nicht mehr. Die Armeen in den Sprengelkommandos Armenien und Orient scheinen hingegen ihre effektive Stärke weitgehend gehalten zu haben.

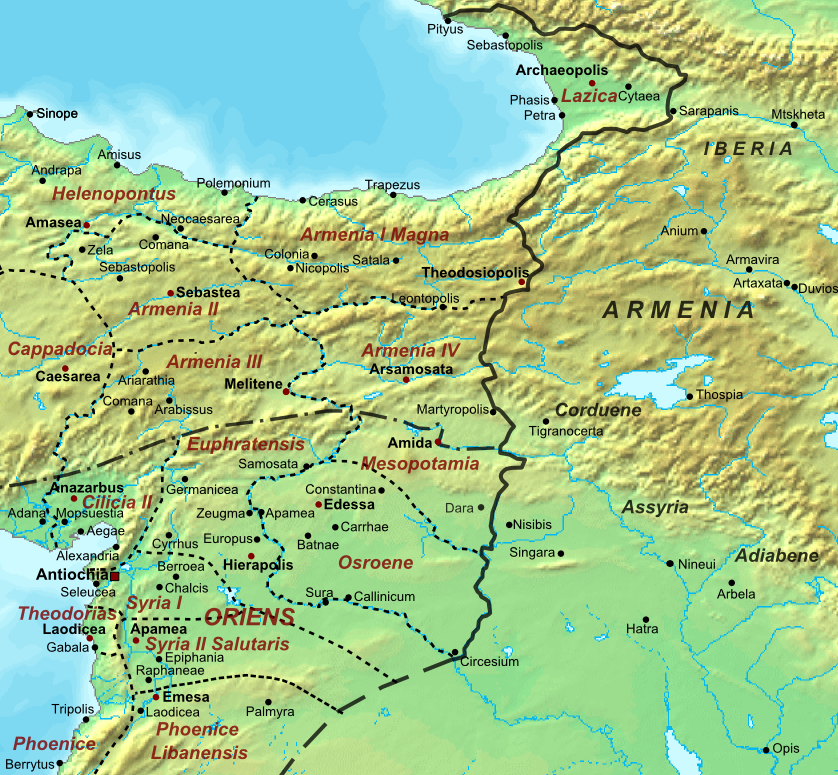
Die römisch-persische Grenze zum Zeitpunkt des Todes Justinians im Jahr 565

Den oströmischen Kaisern konnten mächtige Militärs nur noch durch offene Revolten gefährlich werden. Die hohen Heermeister im Ostreich verhielten sich ansonsten loyal und wurden teils überwacht. An der Dominanz der Kaiser über ihre Heermeister änderte sich auch in den Regierungszeiten von Justinians Nachfolgern Justin II., Tiberios I. und Maurikios nichts. Probleme ergaben sich vor allem beim Übergang auf einen neuen Kaiser, wenn es aussichtsreiche Kandidaten gab und diese militärische Kommandos innehatten. So wurde 566 der Heermeister Justin, ein Verwandter des Kaisers Justin II., auf dessen Befehl getötet.
Militärische Aufstände ereigneten sich freilich dennoch, gingen aber nicht vom Militär in der Hauptstadt Konstantinopel aus, wo die zivile und militärische Spitze konzentriert war. Maurikios (Kaiser 582–602), der ebenfalls selbst Heermeister gewesen war, richtete die Exarchate in Italien und Nordafrika ein, unterstützte 591 den neuen Sassanidenkönig Chosrau II. in einem Thronkampf und unternahm auf dem Balkan mehrere Feldzüge. Er fiel 602 einem Putsch zum Opfer, der allerdings von einem Heer ausging, das der Kaiser persönlich befehligte und das während eines Feldzugs meuterte, als es jenseits der Donau in der Walachei überwintern sollte. Neuer Kaiser wurde der centurio Phokas, der tyrannisch geherrscht haben soll und eine Säuberung durchführte, der unter anderem der Heermeister Komentiolos zum Opfer fiel. Bald aber formierte sich Widerstand in der Armee. Einige Heermeister, die unter Maurikios gedient hatten, wie beispielsweise Philippikos und Narses, unterstützten die Usurpation nicht. Narses leistete kurze Zeit offen Widerstand, bevor er getötet wurde, während Philippikos und schließlich auch Priskos, der sich zuvor mit Phokas arrangiert hatte, die Erhebung des Herakleios unterstützten, der Phokas 610 stürzte.
Unter Herakleios, einem der bedeutendsten oströmischen Kaiser, sollten sich Staat und Gesellschaft grundlegend verändern. Der Sohn eines Heermeisters konnte das Reich im seit 603 tobenden Krieg mit Persien unter größter Mühe 628 zum Sieg führen, doch waren sowohl Ostrom als auch Persien vom jahrzehntelangen Ringen um die Vorherrschaft ausgeblutet, was die folgende Islamische Expansion erheblich begünstigte und vielleicht sogar erst ermöglichte. Im Verlauf des Perserkriegs waren die römischen Militärkommandos an der Ostgrenze weitgehend zusammengebrochen; das war verheerend, denn hier war das Gros der oströmischen Armee mit ihren wohl besten Truppen stationiert. Die Perser hatten das römische Mesopotamien, Syrien und sogar Ägypten bis 619 erobert, bevor Herakleios ab 622 in die Gegenoffensive gehen konnte. In diesem Zusammenhang konnte sich Herakleios auf die Reste der Sprengelkommandos stützen, so auf die des magister militum per Armeniam.
Die alten Sprengelkommandos konnten erst nach dem Ende des Perserkriegs wiederhergestellt werden (in Italien und im römischen Nordafrika existierten ohnehin die Exarchate), doch sind nur wenige Details bekannt. Das Amt des Heermeisters verschwand dann Mitte des 7. Jahrhunderts auch in der oströmischen Armee, als die bislang von den Heermeistern Thrakiens, Armeniens und des Orients befehligten Verbände im Rahmen der Abwehrkämpfe gegen die Araber (die bis 642 Syrien und Ägypten erobert hatten) von den Grenzen abgezogen wurden und in ihren neuen kleinasiatischen Aufstellungsräumen die Streitkräfte der mittelbyzantinischen Themenordnung bildeten. Dabei wurden später zivile und militärische Kompetenzen unter dem jeweiligen strategos gebündelt, was ein Bruch mit dem von Konstantin begründeten System war. Im 7. Jahrhundert wurden die Oberbefehlshaber weiterhin als strategoi bezeichnet, vor allem nachdem sich die Gräzisierung auch auf Verwaltung und Heer ausgeweitet hatte. Die letzte sicher bezeugte Erwähnung eines oströmischen magister militum bezieht sich auf das Jahr 662.

## Sozialgeschichtliche Aspekte

### Herkunft
Zur sozialen Herkunft der Heermeister stellt der Althistoriker Alexander Demandt fest: „[Sie] waren teils Soldaten, die sich aus kleinen Verhältnissen hochgearbeitet hatten, teils Offizierssöhne, teils barbarische Prinzen.“ Unter „Barbaren“ verstanden die Römer alle Völker (abgesehen von Persien), die nicht Teil der griechisch-römischen Kulturwelt waren, wobei sich die Römer als überlegen betrachteten. Unter den Heermeistern finden sich insbesondere viele Offiziere germanischer Herkunft. Silvanus etwa war der Sohn des fränkischen Fürsten Bonitus, der selbst bereits im römischen Heer gedient hatte, und hatte im römischen Gallien studiert. Es handelte sich also zumeist um grundlegend romanisierte Personen, die im römischen Heer aufgestiegen waren. Dabei spiegelte die Herkunft der Heermeister das multiethnische römische Militär der Spätantike wider. Über ihre Loyalität zum Römischen Reich und zum jeweils regierenden Kaiser sagte ihre Herkunft allerdings wenig aus; so finden sich Beispiele für ehrgeizige Heermeister römischer oder „barbarischer“ Herkunft, ebenso für jeweils dem Reich gegenüber loyal agierende Offiziere. Heermeister wie Arbogast der Ältere und Ricimer waren einerseits um die Reichsverteidigung bemüht, nutzten aber andererseits ihre Position für eigene Interessen stark aus. Auf der anderen Seite stehen Heermeister wie Bauto und der sicherlich auch ehrgeizige Stilicho, die sich nie illoyal verhielten.
Seit der Zeit Konstantins bestanden für Militärs „barbarischer“ Herkunft große Aufstiegschancen; dies galt besonders für Franken, von denen Verbände als Foederaten für Rom kämpften, während andere fränkische Kriegerverbände immer wieder auf römisches Gebiet vorstießen und vom römischen Militär (inklusive dessen fränkischen Elementen) mit großer Härte bekämpft wurden. Diese neuen Militärs verstanden sich offenbar als Römer, von denen einige sogar das äußerst prestigeträchtige Konsulat bekleideten. Dieser Aufstieg beruhte primär auf ihren militärischen Leistungen und nicht auf ihrer Herkunft. In religiöser Hinsicht finden sich sowohl Pagane (was zumindest bis Ende des 4. Jahrhunderts unproblematisch war) als auch Christen unter den Heermeistern. An der grundsätzlichen Loyalität vieler dieser Offiziere bestand objektiv betrachtet, wenn man manche „anti-barbarische“ Konnotation der Quellen ignoriert, kein ernsthafter Zweifel. So wandte sich etwa in der Zeit vor der Schlacht von Adrianopel (378) der Franke Richomer an Kaiser Valens und bot sich als Geisel für die feindlichen Goten an, während 392/93 sogar Arbogast der Ältere, der selbst fränkischer Herkunft war und sich im Konflikt mit dem Ostkaiser Theodosius I. befand, die Grenze des Imperiums gegen einfallende Franken verteidigte und (wie ein Fragment aus dem verlorenen Geschichtswerk des Sulpicius Alexander belegt) einen harten Gegenschlag gegen sie führte.

### Identität
In diesem Zusammenhang stellt sich die Frage der sozialen Identität dieser Personen im römischen Militärdienst. Identitäten entstehen in einem wechselhaften sozialen Prozess, bei dem mehrere Faktoren eine Rolle spielen. Während einige Offiziere und Soldaten „barbarischer“ Herkunft auch tatsächlich aus dem außerrömischen Barbaricum stammten, wurden andere bereits auf römischen Gebiet geboren und machten entsprechend eine rein römische Militärkarriere. Während im Ostreich gotische Truppen eine wichtige Rolle in der Militärpolitik Theodosius’ I. spielten, kämpften im Westen vor allem fränkische Kontingente wiederholt auf römischer Seite, so dass hier vor allem Offiziere fränkischer Herkunft (wie Merobaudes, Mallobaudes, Richomer, Bauto, Arbogast der Ältere und Charietto) aufstiegen. Antike Autoren vermitteln oft ein sehr stereotypes Bild von Personen „barbarischer“ Herkunft, selbst wenn diese in römischen Diensten standen. Andererseits handelten die meisten in den Quellen belegten Offiziere außerrömischer Herkunft als Angehörige des Imperiums, als die sie sich auch verstanden.

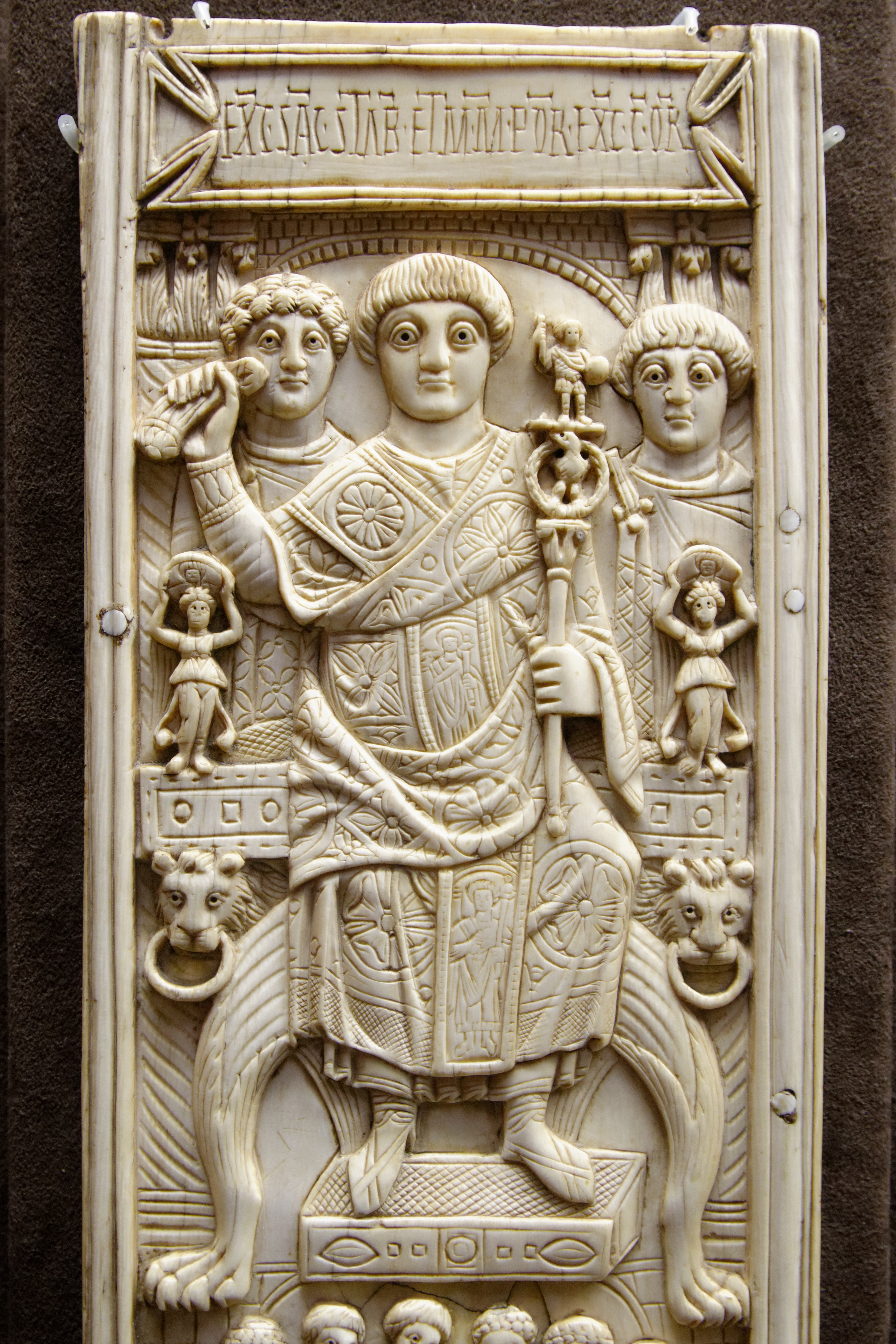
Der oströmische Heermeister Areobindus stammte aus einer Familie des römisch-gotisch-alanischen Militäradels; die Heermeister Aspar und Areobindus gehörten zu seinen Vorfahren. Das elfenbeinerne Consulardiptychon, das ihn als präsidierend über die Spiele in Konstantinopel zeigt, ließ er anlässlich seines Konsulats 506 schlagen. Nicht wenige seiner Vorfahren hatten bereits das Konsulat bekleidet.

In der aktuellen Forschung spielt das Konzept von „Romanness“ im Hinblick auf den Übergang von der Spätantike ins Frühmittelalter eine zunehmend wichtigere Rolle. Mit diesem Begriff, der sich vielleicht am ehesten als „Römertum“ übersetzen lässt, soll verdeutlicht werden, dass die soziale Identität von Angehörigen des Imperiums sehr vielschichtig sein konnte, keineswegs nur ethnisch definiert und auch nicht unveränderlich war. Ein Mitglied einer vornehmen römischen Familie mochte auf eine Person, die selbst oder dessen Vorfahren aus dem Barbaricum stammte(n), herabsehen, doch das bedeutete im Umkehrschluss nicht, dass dieser „Barbar“ sich nicht mit dem Imperium verbunden fühlte oder zumindest loyal handelte. Nicht zu unterschätzen ist die soziale Integrationskraft des römischen Imperiums, das einerseits einen politisch-supraregionalen Bezugsrahmen bot und andererseits soziokulturelle Heterogenität akzeptierte, wobei der Prozess der Romanisierung integrativ wirkte. Auf einer Grabinschrift aus der Region Aquincum heißt es denn auch: „Ich bin ein Franke, römischer Bürger, Soldat in Waffen“ (Francus ego / cives Romanus / miles in armis).
„Romanness“ als dominierender kultureller Faktor erlosch auch nicht mit dem Ende des Westreichs, sondern bestand in den überschaubareren politischen Gemeinschaften weiterhin längere Zeit fort, bevor der Wegfall des Imperiums von den Zeitgenossen mehr und mehr als Einschnitt verstanden wurde und sich so der Bezugsrahmen verschob. Von nun an war im Westen das Verständnis, sich als „römisch“ zu verstehen, nicht mehr primär politisch definiert, wenngleich dies nicht für den Osten gilt, wo weiterhin der Kaiser in Konstantinopel über das fortbestehende Imperium herrschte. Um 600 gewann, neben der kulturellen römischen Identität, das „korrekte“ christliche Bekenntnis (d. h. die Zugehörigkeit zur Reichskirche und nicht etwa zum Arianismus) an Bedeutung. Dies war eine Zeit, in der die alten und einflussreichen senatorischen Eliten langsam, aber erkennbar verschwanden, also die Gruppe, die ein wichtiger Träger der Romanitas (der römischen Lebensart) gewesen war.

### Der „Militäradel“
Die westlichen Heermeister „barbarischer“ (im 4. Jahrhundert vor allem fränkischer) Herkunft konnten sowohl einer ethnisch unterschiedlichen Gruppe aus dem Barbaricum angehören als auch als römische Militärs dem Imperium dienen. Tatsächlich eröffnete diese Doppelrolle ihnen zusätzliche Handlungsoptionen, nicht zuletzt in Form politischer Netzwerke, die bis ins Barbaricum reichten. Ihre Verbindungen ermöglichten ihnen, unter den Franken Soldaten zu rekrutieren oder auch Allianzen zu schließen, die für das Imperium von Vorteil waren. Gleichzeitig genossen sie aufgrund ihrer hohen militärischen Stellung Prestige bei ihren alten Stammesgenossen, die als römische Bündnispartner von zurückfließenden Gütern bzw. Geld profitierten. Das ermöglichte diesen Heermeistern auch, sich eine Basis ihnen loyaler Truppen zu schaffen, wodurch ihre militärische Kontrolle, das wichtigste Machtinstrument im spätantiken Imperium, zusätzlich gesteigert wurde. Die germanischen gentes wiederum waren in ihrer politischen Entwicklung in vielerlei Hinsicht von Rom beeinflusst, wobei sich Kontinuitätslinien bis ins Frühmittelalter verfolgen lassen. Die römisch-fränkischen Beziehungen waren ambivalent, da es wiederholt zu Kampfhandlungen kam, aber Franken auch immer wieder auf römischer Seite kämpften.
Ein wichtiger Aspekt ist die vor allem (aber nicht ausschließlich) von Heermeistern „barbarischer“ Abstammung versuchte familiäre Verbindung mit dem Kaiserhaus, um die eigene Position zu sichern und zu stärken. Wenngleich diese Heermeister sich als Römer begriffen und kulturell assimiliert waren, blieb ihre Abstammung für manche ein Makel, sodass zumindest Teile der römischen Oberschicht diesen Offizieren und der neuen militärischen Elite offenbar nicht vollständig vertrauten. Dies gilt auch teilweise für das Ostreich, wo das von Aspar aufgebaute politische Netzwerk und sein dementsprechender Einfluss entscheidend dafür war, dass er und seine Söhne sich trotz ihrer Stellung als eher politische Außenseiter barbarischer Herkunft lange behaupten konnten, bevor sie 471 blutig zu Fall gebracht wurden.

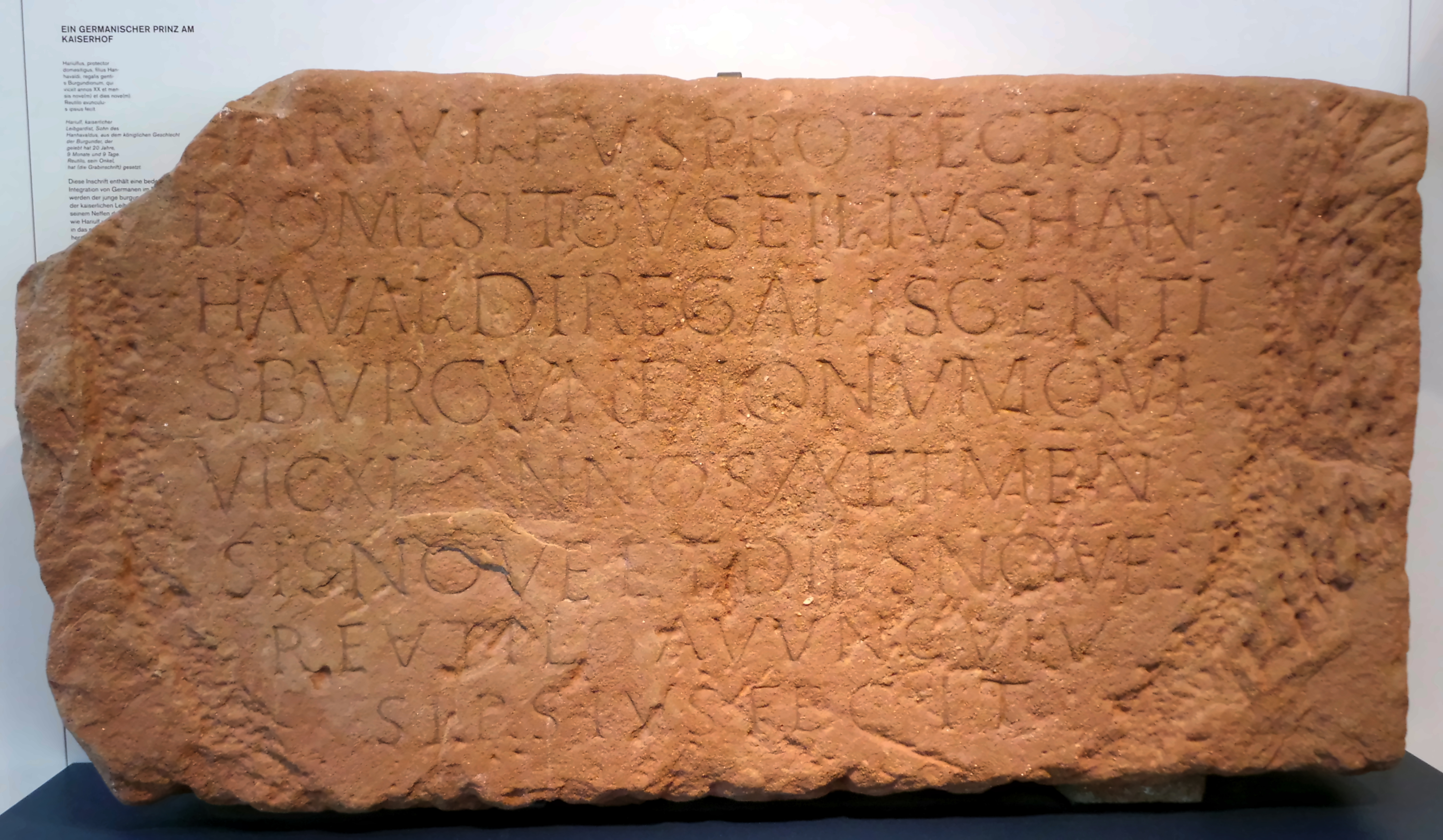
Beispiel für einen Angehörigen des germanisch-römischen Militäradels: Hariulfus stammte laut der Inschrift auf seinem Grabstein (vor 392) aus königlichem burgundischen Geschlecht und besetzte dann als protector domesticus eine hohe Stellung im römischen Militär als Angehöriger der kaiserlichen Leibgarde.

Unter den Heermeistern finden sich immer wieder bemerkenswerte Beispiele für soziale Mobilität. Arbitio war als einfacher Soldat ins Heer eingetreten und wurde als Heermeister einer der mächtigsten Männer am Kaiserhof Constantius’ II. Allerdings waren die meisten zum Zeitpunkt ihrer Ernennung zum magister militum erfahrene Militärs, die sich bereits in verschiedenen Kriegen und Feldzügen bewährt und so auch große Teile des Reiches bereist hatten. Gemeinsam insbesondere mit den comites bildeten sie eine soziale Schicht, die die moderne Forschung als „Militäradel“ beschreibt. Dieser unterschied sich insbesondere im Westen von der Senatsaristokratie Italiens und Galliens, die die höchsten Zivilämter wie etwa das des Stadtpräfekten Roms besetzte. Anders als die Senatsaristokratie setzte sich der Militäradel auch aus nicht traditionell als römisch angesehenen Eliten zusammen, denen es nicht zuletzt mithilfe des Heermeisteramts gelang, einen größeren Einfluss auf die kaiserliche Politik zu erlangen als der Senatsaristokratie. Durch Verheiratung untereinander und mit den jeweiligen Kaiserhäusern erlangte auch der Militäradel mit der Zeit eine gewisse (allerdings durch interne Rivalitäten konterkarierte) soziale Geschlossenheit, mit der sich die Führungsschicht des Römischen Reiches insgesamt veränderte.
Ein bezeichnendes Beispiel für die Ausbildung mächtiger „militäradliger“ Familien bietet etwa diejenige des bereits erwähnten Heermeisters Bauto. Dieser war ein Franke, der selbst noch östlich des Rheins in der nicht direkt zum Römischen Reich gehörenden, aber starkem römischen Einfluss unterliegenden Germania magna aufgewachsen war. Ins römische Militär eingetreten, war er seit 380 magister militum zunächst unter Gratian, dann unter dem jugendlichen Westkaiser Valentinian II., den er stark beeinflusste. Seine Tochter Aelia Eudoxia wuchs in den Traditionen römischer Bildung an den Höfen der Kaiser auf und heiratete den Kaiser Arcadius. Deren Sohn war der spätere Kaiser Theodosius II. In Bautos Gefolge war der Franke Arbogast der Ältere ins römische Heer gekommen, der ebenfalls Heermeister Valentinians II. wurde, dem aber kein Anschluss an die mittlerweile im Osten begonnene theodosianische Dynastie gelang, sodass er von Theodosius I. ausgeschaltet wurde (siehe oben). Dennoch scheint Arbogasts Familie weiterhin einflussreich gewesen zu sein, wie sein Nachkomme Arbogast der Jüngere zeigt, der in den 470er Jahren im zerfallenden Weströmischen Reich als comes eine bedeutende Rolle spielte.
Das Verhältnis der hohen Offiziere „barbarischer“ Herkunft zur zivilen Reichselite war ambivalent. Die senatorische Elite betrachtete habituelle Unterschiede als soziale Patzer, sodass beispielsweise der vornehme und reiche römische Senator Quintus Aurelius Symmachus allgemein verächtlich auf diese Militärs herabblickte. Auch Symmachus konnte jedoch nicht darauf verzichten, die Freundschaft (amicitia) mit mächtigen „barbarischen“ Heermeistern wie Stilicho, Bauto und Richomer zu pflegen, auf deren Gunst er angewiesen war. Der soziale Unterschied im wechselseitigen Kontakt „barbarischer“ Offiziere, deren Anzahl aufgrund der „Germanisierung“ (oder „Barbarisierung“) des Westheers seit dem frühen 4. Jahrhundert zunahm, mit der etablierten und vermögenden Reichselite ist trotzdem ein nicht zu unterschätzender Faktor. Allerdings war die einflussreiche zivile Reichselite in West und Ost kein politisch einheitlicher Block; zahlreiche Gruppen vertraten unterschiedliche Interessen. So war beispielsweise der Sturz des Kaisers Avitus durch Ricimer im Jahr 456 für den gallorömischen Senatsadel ein schwerer Schlag, da dieser seine Interessen auf Reichsebene nun nicht mehr vertreten sah.
Im Westen vertraten hohe Offiziere auch politisch oft die Interessen der Elite, vor allem der reichen Landbesitzer. Aegidius stammte aus einer solchen reichen Familie, ebenso Marcellinus und sehr wahrscheinlich auch Flavius Aëtius; je höher sie im Rang aufstiegen, umso mehr Reichtum häuften die hohen Militärs an. Sie waren auch, wie erhaltene Briefe an verschiedene Heermeister zeigen, trotz mancher Konflikte gut sowohl mit zivilen Eliten als auch den Bischöfen vernetzt. So scheint etwa der Heermeister Richomer den Kontakt zwischen seinem Neffen Arbogast und dem Grammatiklehrer Eugenius hergestellt zu haben, die für die Politik der Jahre 392–394 im Westen entscheidend wurde, als Arbogast Eugenius zum Kaiser erheben ließ. Richomers Nachfolger als magister militum per Orientem war der Germane Ellebichus, der nachweislich Kontakte zu prominenten Paganen (wie Libanios) und Christen (wie Gregor von Nazianz) unterhielt.

### Magistri militum, Warlords undreges
Die Machtübernahme der „militäradligen“ germanischen Eliten auf Kosten der römisch-aristokratischen ist speziell für das beginnende Frühmittelalter von Bedeutung, als im Westen die zentralen Strukturen des Imperiums zusammenbrachen (Untergang des Weströmischen Reiches) und durch neue germanisch-romanische Herrschaftsbildungen ersetzt wurden. Innerhalb relativ kurzer Zeit brach der politisch-wirtschaftliche Bezugsrahmen weg, der für Jahrhunderte den westlichen Mittelmeerraum geprägt hatte, wobei dies in verschiedenen Regionen in unterschiedlichen Zeiten und Intensitäten passierte (siehe Ende der Antike). Im Kontext der Erosion des Westreichs agierten ehemalige römische Heermeister, die sich von der weströmischen Zentralregierung gelöst hatten, auf eigene Rechnung als spätantike Warlords (siehe oben). Dazu gehörte in Dalmatien Marcellinus und in Nordgallien der ehemalige Heermeister Aegidius. Währenddessen orientierten sich die germanischen reges in den Nachfolgereichen im Westen einerseits noch längere Zeit am Ostkaiser in Konstantinopel und emanzipierten sich andererseits politisch zunehmend vom Imperium; sie wurden nun als „postimperiale Könige“ zum neuen Bezugspunkt der Eliten und Gemeinschaften in ihren jeweiligen Reichen.

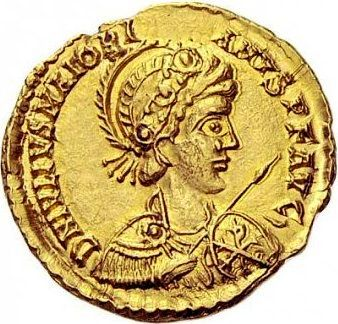
Kaiser Majorian (457–461), der zuvor Heermeister gewesen war, ließ sich auch auf Münzen gerne in Kampfmontur darstellen, hier mit Speer und Schild auf einer Solidus-Goldmünze.

In mancherlei Hinsicht handelte es sich dabei um einen fließenden Übergang: Schon viele der Heermeister des 5. Jahrhunderts waren im Grunde „Warlords“ gewesen, die, sich auf die Macht der ihnen untergebenen Heere stützend, im Reich umherzogen, während die Kaiser, von der Macht der Armee isoliert, an den Höfen weilten. Bezeichnend ist, dass die einzigen Ausnahmen dieser Regel, die Kaiser Majorian und Anthemius, vorher selbst Heermeister gewesen waren und aus Heermeisterfamilien stammten (Majorians gleichnamiger Großvater war ebenso Heermeister gewesen wie Anthemius’ Vater Prokopios). Beide wurden letztlich von Ricimer ausgeschaltet, der ihnen gegenüber insofern einfach als konkurrierender Warlord agierte, auch wenn er noch mit anderen Eliten wie der römischen Senatsaristokratie zu rechnen hatte. Ricimer, selbst Enkel eines germanischen rex, ging auch mit Gundioch dazu über, einen germanischen rex, dessen Machtbereich er nicht mehr kontrollieren konnte, einfach zum magister militum per Gallias zu ernennen. Auch Gundiochs Nachfolger Chilperich I. und Gundobad trugen noch den Titel eines magister militum. Sie unterschieden sich aber typologisch kaum von anderen germanischen Heerkönigen wie Childerich I., dessen Sohn Chlodwig I. das Fränkische Reich begründete. Die nicht zuletzt mit der Konkurrenz dieser Warlords zusammenhängende Militarisierung der spätantiken Gesellschaft in mehreren Provinzen ist eine Entwicklung, die sich im Frühmittelalter intensivierte und zu einem grundlegenden Charakteristikum des Mittelalters insgesamt wurde. In diesen Zusammenhang gehören auch namentlich oft unbekannte reiche Landbesitzer, die über eigene Privattruppen verfügten (was der römische Staat in der Regel zu unterbinden versuchte) und regional begrenzt ebenfalls als Warlords agierten, was den Kontrollverlust Westroms beschleunigte.
Das Phänomen der spätantiken Warlords gehörte in den Kontext des Kontrollverlusts der weströmischen Regierung. Die Heermeister agierten im Rahmen der politischen Strukturen Westroms, die ihnen Macht und (zusätzlichen) Wohlstand ermöglichten; in diesem Sinne verbanden sie ihre eigentliche Aufgabe der Reichssicherung mit der Realisierung von Eigeninteressen. Den Kaisern gelang es im 5. Jahrhundert nicht mehr, die militärische Monopolstellung der Heermeister zu brechen, so dass die Ausübung der Regierungsgeschäfte vor allem von ihnen abhing. Gleichzeitig führten militärische Konflikte und die damit einhergehende unzureichende Schutzfunktion der Regierung in Ravenna zur Loslösung der Provinzen. In dieses politische Vakuum stießen nun römische und nicht-römische Warlords vor und profitierten von dem politischen Erosionsprozess, der mit den endlos erscheinenden militärischen Konflikten im Westreich verbunden war. Letztlich unterschieden sich die westlichen Heermeister um die Mitte des 5. Jahrhunderts kaum von den „eigentlichen“ Warlords, die nur ohne offizielles Amt operierten.
Tatsächlich mögen die Erfolgsaussichten eines spätantiken Warlords in der Endphase des Westreichs größer gewesen sein als die eines ehrgeizigen Heermeisters am westlichen Kaiserhof, dessen Stellung im Hinblick auf seine politische Rolle unsicher war und bis in die Zeit Ricimers formal letztlich von der kaiserlichen Legitimation abhing. Erst nach dem Tod Valentinians III. und somit dem Ende der theodosianischen Dynastie im Westen sowie der folgenden Entwicklung war die Machtfrage vollkommen offen. Nun bot sich den Warlords eine bessere Chance als eine Stellung am Kaiserhof im bröckelnden Westreich.

## Quellenlage

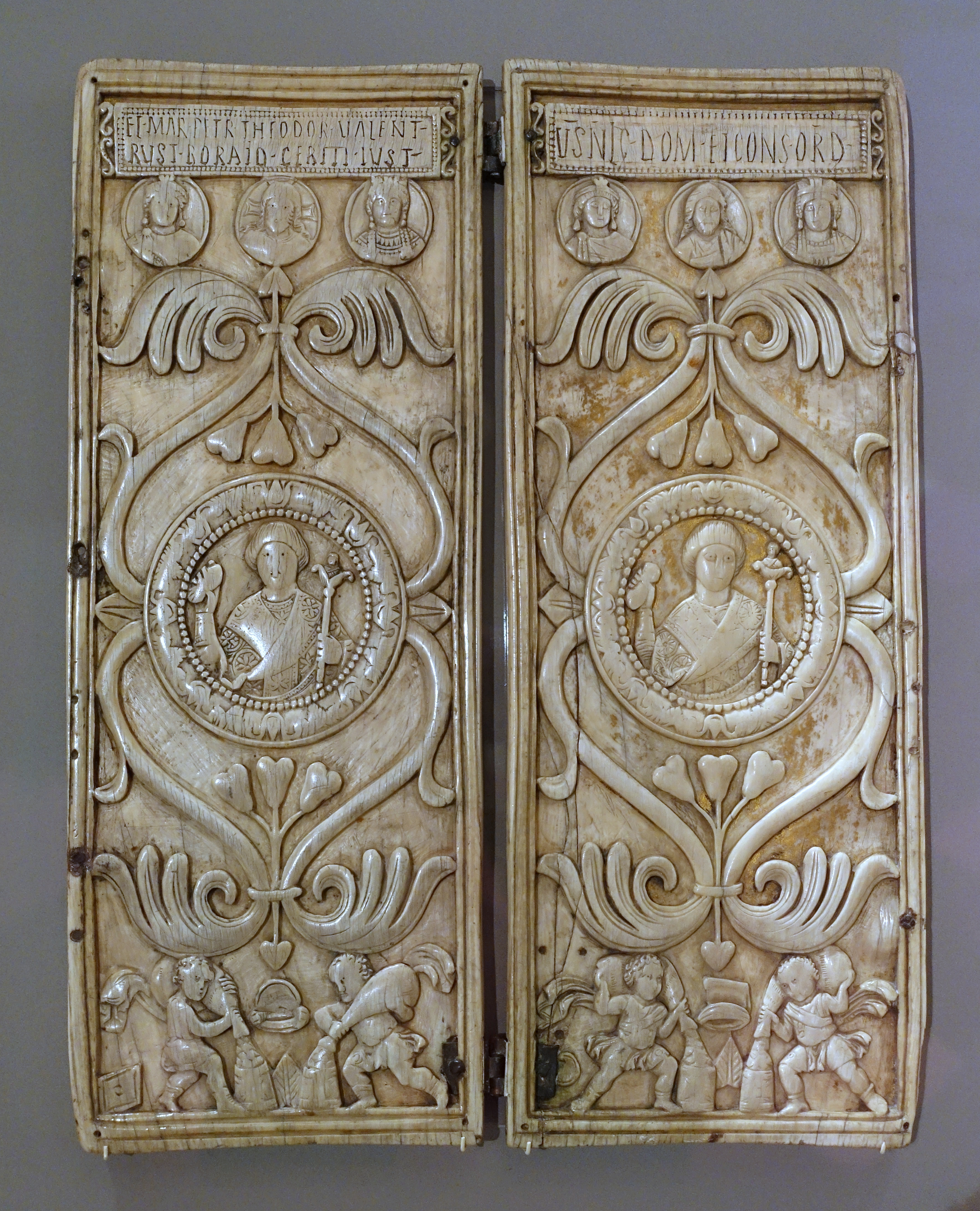
Consulardiptychen wie dieses des Consuls von 540, des späteren Heermeisters Justin, gehören zu den wenigen Bildquellen zur Geschichte der Heermeister. Beide Teile des Diptychons zeigen Justin jeweils in der Mitte mit prachtvoller Toga, in der erhobenen Rechten hält er die Mappa, in der Linken das Szepter, bekrönt mit der Büste Kaiser Justinians I. im Blätterkelch. 539/540, Bode-Museum.